# Göteborgs botaniska trädgård
Göteborgs botaniska trädgård eller Botaniska ligger i stadsdelen Änggården i Göteborg – på den tidigare egendomen Stora Änggården. Botaniska invigdes den 8 juli 1923 i samband med Jubileumsutställningen i Göteborg, men trädgården ansågs färdig först 1948. Botaniska har som symbol en vitsippa. Trädgården har två stjärnor i Michelinguidens turistguide.
Botaniska hade ursprungligen en area av 37 hektar, men omfattar idag 175 hektar. Däri ingår även delar av Änggårdsbergens naturreservat, där botaniska bland annat har sitt arboretum, det vill säga sin träd- och busksamling. Den egentliga trädgården är 40 hektar stor, varav ungefär halva ytan upptas av sammanhängande planteringar. Trädgårdens naturpark och ytterområde är sedan 1975 fridlysta. År 1998 överfördes ansvaret för trädgården från Göteborgs kommun till Västra Götalandsregionen.
I Göteborgs botaniska trädgård odlas cirka 16 000 olika arter. Ungefär 4 000 av dem odlas i trädgårdens växthus, som bland annat rymmer Sveriges största orkidésamling med 1 500 arter samt påsköträdet (Sophora toromiro), som är utrotat i naturen men har räddats kvar i kultur bland annat tack vare Botaniska trädgården i Göteborg.

## Historik

### Trädgårdar på Stora och Lilla Änggården före botaniska trädgården

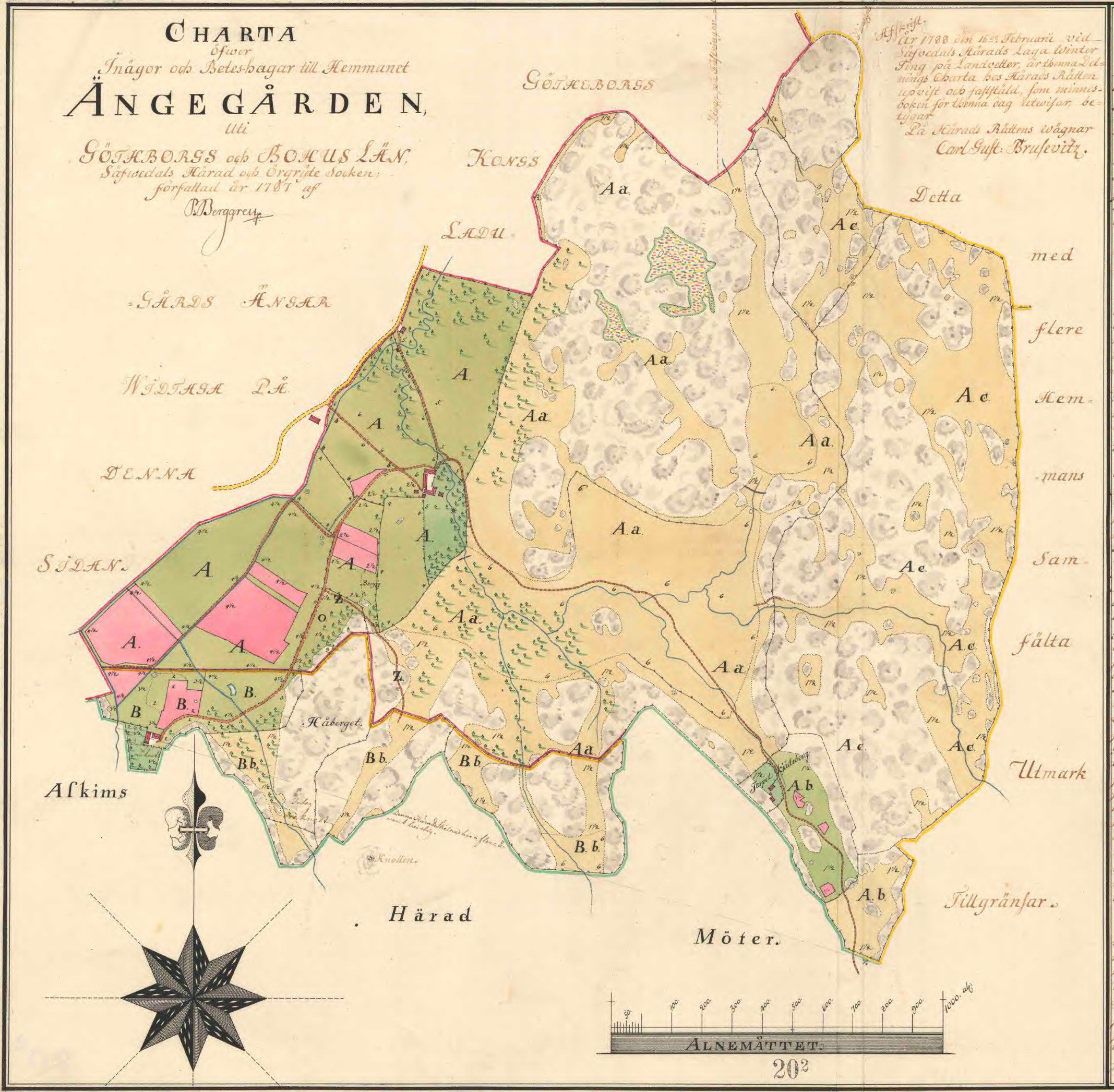
Karta över Änggården 1787. Lilla Änggården kan ses i sydvästra hörnet och Stora Änggården ses ungefär i mitten på västra sidan. Göteborgs botaniska trädgård utgör ungefär den södra delen av detta område med Änggårdsbergen längre söderut utanför kartan.

Botaniska trädgården är anlagd på ägorna för Änggården vilken är känd sedan 1600-talet. Gården styckades under slutet av 1700-talet upp i Stora och Lilla Ängården. År 1807 köpte grosshandlaren Gabriel Gréen Stora Änggården. Manbyggnaden på Stora Änggården ersattes med nuvarande prefektbostaden och stod färdig 1812. Sonen Arvid Gren köpte 1840 även Lilla Änggården och 1847 efter moderns död övertog han även Stora Änggården.
Arvid Gren strävade därefter att åter göra gården till en sammanhängande enhet. Han var mycket intresserad av trädgård och anställde 1840 som trädgårdsmästare Anders Jonsson och de planterade på ägorna tusentals träd av olika slag. Tanken var att anlägga en engelsk park på de kala bergen runt gården. De flesta träden planterades under 1860- och 1870-talen, exempelvis sattes 1866 1 857 plantor, 1867 1 000 plantor, 1868 1 844 plantor och 1869 1 605 plantor. Gren ville variera trädslagen för att öka färgskiftningen i lövverken över årstiderna. Huvuddelen av planteringarna skedde på Lilla Änggården vars utmarker nu tillhör Botaniska.

### Förberedande diskussioner om anläggande av botaniska trädgården
Området, som skulle komma att utgöra stadsdelen Änggården, köptes in av Göteborgs stad 1892 och införlivades med staden i två etapper: 1904 och 1918. För området längs "landsvägen" (Frölundagatan, nuvarande Dag Hammarskjöldsleden) söderut upprättades en första stadsplan 1907–1908. Hela området reserverades då för bostadsbebyggelse, men reviderades 1915 för att också lämna plats åt Botaniska trädgården.
Göteborgs skolförening hade i februari 1912 vänt sig till styrelsen för Slottsskogsparken med ett förslag att anlägga en skolträdgård på Slottsskogens marker och begärt medel ur Charles Felix Lindbergs Donationsfond. Detta då de känt ett behov av ett botaniskt undervisningsfält. Den 12 september samma år lade Sigurd Hansson en motion i Göteborgs stadsfullmäktige om anläggande av en botanisk trädgård i Göteborg. Den Lindbergska kommittén förklarade sig övertygad om att minnet av C.F. Lindberg knappast kunde hugfästas på ett värdigare sätt. I ett betänkande den 10 december 1912 framhöll den att ett tidigare förslag om ett botaniskt förevisningsfält för skolorna borde ses som ett led i en större botanisk trädgård varför kommittén vidtagit förberedande åtgärder för en utredning här om. Den 9 januari 1913 beslutade stadsfullmäktige att den planerade utredningen skulle igångsättas.
Charles Felix Lindbergs Donationsfond uppdrog den 4 april 1914 åt en beredning att lämna förslag om att anlägga en botanisk trädgård. Som ordförande i beredningen valdes Hjalmar Wijk och professor Rutger Sernander från Uppsala fick uppgiften som sakkunnig expert att välja en lämplig plats. Övriga i beredningen var: förste stadsingenjören Albert Lilienberg, professor Leonard Jägerskiöld och intendenten vid konstmuseet, professor Axel Romdahl. Sekreterare var Henning Beyer.
Sernander hade beaktat både Trädgårdsföreningen och Slottsskogen men valde att anlägga på ett nytt område och valde då mellan Lilla Torp och Änggården. På grund av naturparken, närheten till Göteborgs högskola, och områdets läge valdes Änggården. Området stakades ut sommaren 1914 i samråd med beredningen.

### Tillkomst och anläggning
Trädgården skulle enligt förslaget innefatta "ett försöksfält, ett biologiskt demonstrationsfält och en naturpark". Men stadsfullmäktige upphävde den 10 juni 1915 sitt tidigare beslut om anslag till ett botaniskt förevisningsfält och avsatte till en botanisk trädgård det av stadskontoret föreslagna området på Änggården. Vid samma tillfälle beslöts dessutom att uppdraga åt byggnadsnämnden att framlägga förslag till ändring av stadsplan och byggnadsbestämmelser för Änggården (stadsfullmäktiges handlingar 1915, nr 183).
Arbetena påbörjades 1916, naturparken öppnades för allmänheten den 2 maj 1919 och kulturområdena den 8 juli 1923 i samband med Jubileumsutställningen i Göteborg,. Namnet föreslogs 1912 och beslöts 1915. Reglemente för förvaltningen av trädgården, antogs av stadsfullmäktige den 14 november 1918, instruktion för prefekten den 23 april 1919 och för trädgårdsdirektören den 17 september 1920.

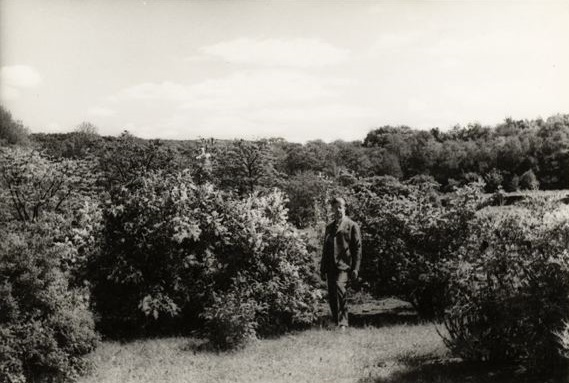
Professor Skottsberg bland träd och buskar 1937.

Trädgården anlades under ledning av Carl Skottsberg, som redan på hösten 1915 engagerades för arbetet. Han blev även den förste föreståndaren och som prefekt den 1 juli 1919 till 1948. Anläggningen bekostades i huvudsak genom ett anslag ur Charles Felix Lindbergs donationsfond med cirka 677 000 kronor (1915: 52 000 kronor, 1918: 189 000 kronor, 1921: 130 000 kronor, 1924: 59 000 kronor, 1927: 81 000 kronor, 1930: 62 000 kronor, 1933: 111 000 kronor och 1936: 27 000 kronor), såsom ett speciellt minne över donatorn. Lindberg anger i sitt testamente bland ändamål för donationen uttryckligen "botaniska och zoologiska trädgårdar med alla de anläggningar och anstalter, vilka med sådana trädgårdar kunna stå i samband". Tomtmarken samt vissa äldre byggnader har upplåtits av Göteborgs stad. Betydande områden har därefter tillkommit genom donationer av enskilda personer.
Själva trädgården utgörs av landeriet Stora Änggårdens öppna jord och den avröjda mark, där dess ekonomibyggnader var belägna. Detta område utgjorde 1948, tillsammans med den på annat ställe liggande klippträdgården, en storlek av cirka 11 hektar, vilket ansågs för sitt ändamål i knappaste laget. Genom en ås, som fortsätter det så kallade Håberget och går i nord-sydlig riktning, delas trädgården upp i en yttre och en inre del. Längs åsens krön står en vindskärm av träd, som avslutas med dekorativa, stormformade bergekar.
Trädgårdens ursprungliga uppgift, beskrivs i en av staden utgiven kommunalkalender 1938: "Trädgårdens uppgift är att verka för väckande och underhållande inom samhället av intresset för växtvärlden samt för botanisk forskning och hortikultur. För detta ändamål skalla trädgården vara en anstalt, där vetenskaplig verksamhet bedrives, samt låta sig angeläget vara att i största möjliga utsträckning göra resultaten av den botaniska forskningen och den vid trädgården bedrivna verksamheten tillgängliga för allmänheten och den studerande ungdomen, särskilt vid stadens läroanstalter."
Parken Lilla Änggården donerades 1963 till Botaniska.

### Utveckling av trädgårdens anläggningar och profil
Trädgårdsmästaren och sedermera hortikulturella intendenten Henrik Zetterlund har haft ett stort inflytande över utvecklingen av trädgården och dess anläggningar från mitten av 1970-talet och framåt.
Han har även varit ansvarig och drivande för såväl utformning av de så kallade Bergshusen i växthuskomplexet som de innehållsrika odlingarna där. Han ledde uppbyggnaden av Lökträdgården liksom dess renovering och nyutformning 2006, tillägnad minnet av förre prefekten Per Wendelbo som grundlade det stora intresset för lökväxter i trädgården.
Rigmor Celander var trädgårdschef under perioden 2001–2013. Hennes specialitet var kulturväxter och utformning av planteringar med sådana. Anläggningar som Perennträdgården, Örtagården och "Gramina et flores" bär hennes design. Celander utformade trädgårdens sommarblomsprogram från mitten av 1980-talet till sin pension 2013. Under 1990-talet introducerade hon tillsammans med dåvarande kollegan Mona Holmberg ett nytt sätt att komponera med sommarblommor. Celander var också drivande i att trädgårdens entréområde byggdes om för att motsvara 2000-talets krav och besökarantal. Landskapsarkitekten Ulf Nordfjell fick uppdraget och gav entréområdet en ny gestaltning, som invigdes 2007.

### Uppförande av byggnader i trädgården
Institutionsbyggnaden uppfördes genom donationer av enskilda personer. Herbarieflygeln bekostades av Charles Felix Lindbergs donationsfond samt av statsmedel och stod klar 1936.
En ny entré för trädgården påbörjades 1961. Av den axel av entrén som skulle utgöra förlängningen av själva entrén, hade tidigare endast den 30 meter långa Spegeldammen förverkligats, prydd med Carl Milles "Najad" samt uppe på åsen ett fundament som därefter stått tomt. Den mellanliggande delen som bland annat består av gråberg i dagen, hade täckts av ett tunt jordlager som endast dög för odling av Sedum-arter och andra enklare växter. Sprängningar för 5 000 kronor av bergspartiet gjorde att större jordlager kunde fyllas på. Därefter planterades rhododendron, azaleor, ljungväxter och spirea på ömse sidor om den trappa av björkslanor som konstruerades. På fundamentet placerades en Linnéstaty som fanns på annat håll i parken. Nedanför planterades pyramidekar, japanska körsbärsträd, blågranar samt två stora band av pyramidenar.
Den botaniska institutionen uppfördes 1926 i trädgården och blev i början av 1930-talet knuten till Göteborgs högskola och senare Göteborgs universitet, med undervisning i botanik. Med smärre avbrott har denna undervisning pågått sedan dess, och institutionens botanister har bedrivit forskning inom dendrologi, taxonomi, allmän växtgeografi och tillämpad botanik. Göteborgs botaniska trädgård har sedan 1924 utgivit en egen publikationsserie, Acta Horti Gotoburgensis, för publicering av i första hand medarbetarnas vetenskapliga resultat. Institutionsbyggnaden inrymde 1961 ett herbarium omfattande cirka 1 miljon ark.
Göteborgs stad överlät 1962 ett område inom botaniska trädgården för uppförandet av byggnader för den Botaniska institutionen vid Göteborgs universitet. Samma år överlät staden till staten det i trädgårdens institutionsbyggnad inrymda biblioteket och herbariet.

### Huvudmannaskap
År 1998 överfördes ansvaret för trädgården från Göteborgs kommun till Västra Götalandsregionen. Via Botaniska är regionen numera också huvudman för Slottsskogsobservatoriet.

### Ordförande i Botaniska trädgårdens styrelse
Följande har verkat som ordförande i styrelsen för Botaniska trädgården:
- 1914–1950 Hjalmar Wijk
- 1951–1956 Malte Jacobsson
- 1957–1959 Hugo Höglund
- 1960–1963 Sten Friberg
- 1964–1967 Sigurd Möhlenbrock
- 1968–1976 Ebbe Wijkander
- 1977–1979 Sture Bertilsson
- 1980–1982 Britta Winroth
- 1983–1988 Sture Bertilson
- 1989–1998 Ulla-Britta Forshufvud
- 1999-2006 Inga-Lill Alsterlind
- 2007-2014 Vivi-Ann Nilsson
- 2015–2018: Agneta Granberg.[36]
- 2019- : Helen Persgren

### Prefekter
Sedan trädgården började anläggas 1915 har trädgården haft personer anställda som har lett arbetet. Sedan öppnandet av delar av parken 1919 med titeln prefekt. Genom en donation av industrimannen Gustaf Werner kopplades prefekttjänsten 1931 till en personlig professur vid dåvarande Göteborgs högskola. I uppdraget låg att "meddela akademisk undervisning i botanik." Det uppdraget har sedan fortgått för följande prefekter och även sedan Göteborgs högskola blivit Göteborgs universitet. Från 2022 är uppdraget som chef för Botaniska trädgården inte längre kopplat till en professur. Följande har arbetat som prefekter/förvaltningschef i Botaniska trädgården:
- 1919–1948 Carl Skottsberg (ledde verksamheten från 1915)
- 1949 Henning Weimarck
- 1950–1963 Bertil Lindquist
- 1962–1965 Bo Peterson (vikarierande)
- 1965–1981 Per Wendelbo
- 1974–1977 Tor Nitzelius (vikarierande)
- 1981–1983 Sven-Olov Strandhede (vikarierande)
- 1983–2001 Gunnar Weimarck[38]
- 2001–2008 Arne Strid[39]
- 2008–2022 Mari Källersjö[40]
- 2022- Hanna Tornevall

## Parken

Karta över Göteborgs botaniska trädgård.
1. Entrén, 2. Butiken, 3. Gramina et Flores, 4. Växthusen, 5. Lökträdgården, 6. Köksträdgården, 7. Kryddträdgården, 8. Bambulunden, 9. Perennträdgården, 10. Restaurangen, 11. Vitsippsdalen, 12. Rhododendrondalen, 13. Klippträdgården, 14. Japandalen.

Själva parken utgör ungefär 40 hektar av hela trädgårdens totala area på 175 hektar. Den övriga delen på 135 hektar ligger i Änggårdsbergens naturreservat. I parken odlas ungefär 12 000 olika arter i olika sektioner för olika typer av växter. Området avgränsas av Bortre Änggården i sydväst, Carl Skottbergs Gata i nordväst, Främre Änggården i nordost, Sahlgrenskas sjukhusområde i öster och Änggårdsbergen i öster och söder.
Parkens högsta punkt är Österberget med 91 meter över havet, i parkens östra del. Därefter Håberget med 80 meter, i dess västra del. Entréområdet med sina 17 meter över havet, utgör den lägsta punkten.
Trädgården är mycket varierad och uppbyggd i kuperad terräng, där det har varit möjligt att avgränsa och kontrastera olika anläggningar mot varandra. Bland annat finns Klippträdgården, som med sina drygt 5 000 arter fått utmärkelse av Guide Michelin. Vidare finns Japandalen, vilken skapades på 1950-talet av dåvarande intendenten Tor Nitzelius och bland annat består av vildinsamlat material från Ostasien, rhododendrondalen med bortåt 500 arter och kultursorter av rhododendron, Lökträdgården som rymmer en stor kollektion av vildinsamlade lökväxter, Örtagården och Perennträdgården.
Trädgårdens naturpark och ytterområde är sedan 1975 fridlysta. Carl Skottberg hade redan 1925 försökt få stadsfullmäktige att fridlysa hela naturparken. Skyddet av Botaniska omfattar: Bevaringsprogram 1975: entrébyggnader, kanslibyggnad, Stora Änggården, magasinet, "Båtsmanshuset" och lusthuset. Natur- och kulturvårdsprogram 1979: trädgårdens norra del redovisas som värdefull miljö. Skydd enligt Naturresurslagen 2 kap. Riksintresse: hela området. (Riksintresseområdet omfattar även partier i öster.)
Åtskilliga namn inom trädgården är gamla namn som behållits. Till exempel Håberget där förledet är ett gammalt ord för hög. Knollen är ett dialektalt norskt ord för knallen och Stampeberget kommer av att man invid det ska ha stampat vadmal. I naturparken finns ett par mindre sjöar där Finnsmossens namn ska härstamma från att här bott finnar och Trinde mosse av att den är rund (=trind). Torbjörns mosse och Lille-Jons damm är namngivna av idag bortglömda personer. Axlemossen har eventuellt fått sitt namn av den bergsudde som går ut i mossen likt en axel.

### Arboretet
Arboretet täcker cirka 15 hektar och ligger huvudsakligen söder om själva parken i Änggårdsbergen. Arboretet innehåller cirka 6 000 olika exotiska träd och buskar i 500 olika bestånd. Sammanlagt finns cirka 300 olika arter. Arboretet är uppdelat i tre olika områden, Asien, Nordamerika och Europa. Området Asien börjar högst upp i parken vid Japandalen och är följt av den europeiska och längst österut den amerikanska.
Arboretet började planteras 1953 tack vare dåvarande prefekten Bertil Lindquist med syfte att "pröva tillväxts- och härdighetsegenskaper hos både inhemska och exotiska träd, som kan ha intresse för svenskt skogsbruk". Numera är syftet främst att utröna trädens och buskarnas värde för trädgårdar och parker. Inför anläggandet var det ungefär 40 000 plantor som planterades. Det innebar att vägar behövde anläggas och mark röjas, vilket medförde vissa protester. Arbetet genomfördes med medel ur bland annat Wilhelm och Martina Lindgrens fond.
Särskilt verkande för Arboretets utveckling har Tor Nitzelius varit som också var chef för det fram till 1976. Han genomförde åtskilliga insamlingsresor till framförallt Sydeuropa och Fjärran östern. Bland annat var det han som tog in den koreanska Ullungrönnen (Sorbus 'Dodong') som nu också återfinns utanför entrén till Trädgården.

### Bambulunden
I Bambulunden odlas främst växter från Ostasien som japansk trädgårdslönn, kalmia och klockbuske. Särskilt anges som attraktion ett av parkens två näsduksträd som är 50 år gammal. Som namnet antyder odlas också olika arter av bambu, bland annat kinesisk bergbambu.

### Klippträdgården

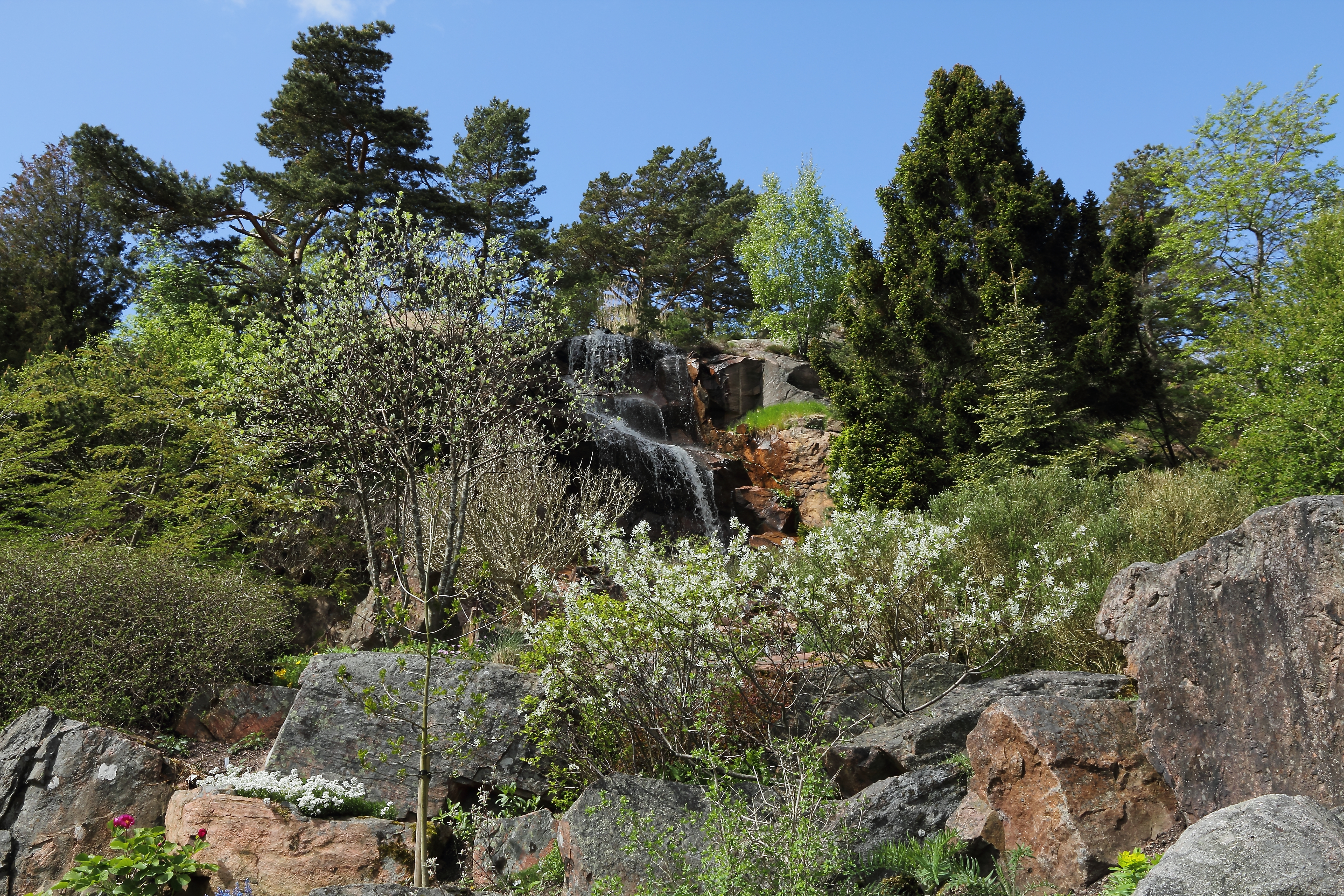
Del av Klippträdgården med vattenfallet i bakgrunden.

Klippträdgården är anlagd i ett gammalt stenbrott och blev färdig 1929. Den innehåller cirka 6 000 olika arter från olika delar av världen. Det finns också ett vattenfall och en mindre damm. Klippträdgården är uppdelad i en europeisk, en asiatisk och en amerikansk avdelning och har både skugg- och torrpartier. Anläggningen har haft tre stjärnor i Michelinguiden.
Den europeiska avdelningen är den närmast Rhododendrondalen, "längst ner", den amerikanska är placerad längre upp mot berget och den asiatiska längs vägen mot Japandalen. I den europeiska avdelningen växer bland annat balkantibast, olika gentiana och geranium. I den amerikanska växer bland annat treblad, djävulsklubba och frilandskaktusar och i den asiatiska växer bland annat vallmo, sockblommor och shortia.
Sedan 2012 finns också en särskild skandinavisk del med vilda, hotade eller vackra skandinaviska arter. Främst odlas fjällväxter, lundväxter, havsstrandsväxter samt växter från Öland, Gotland och Västgötabergen.

### Japandalen

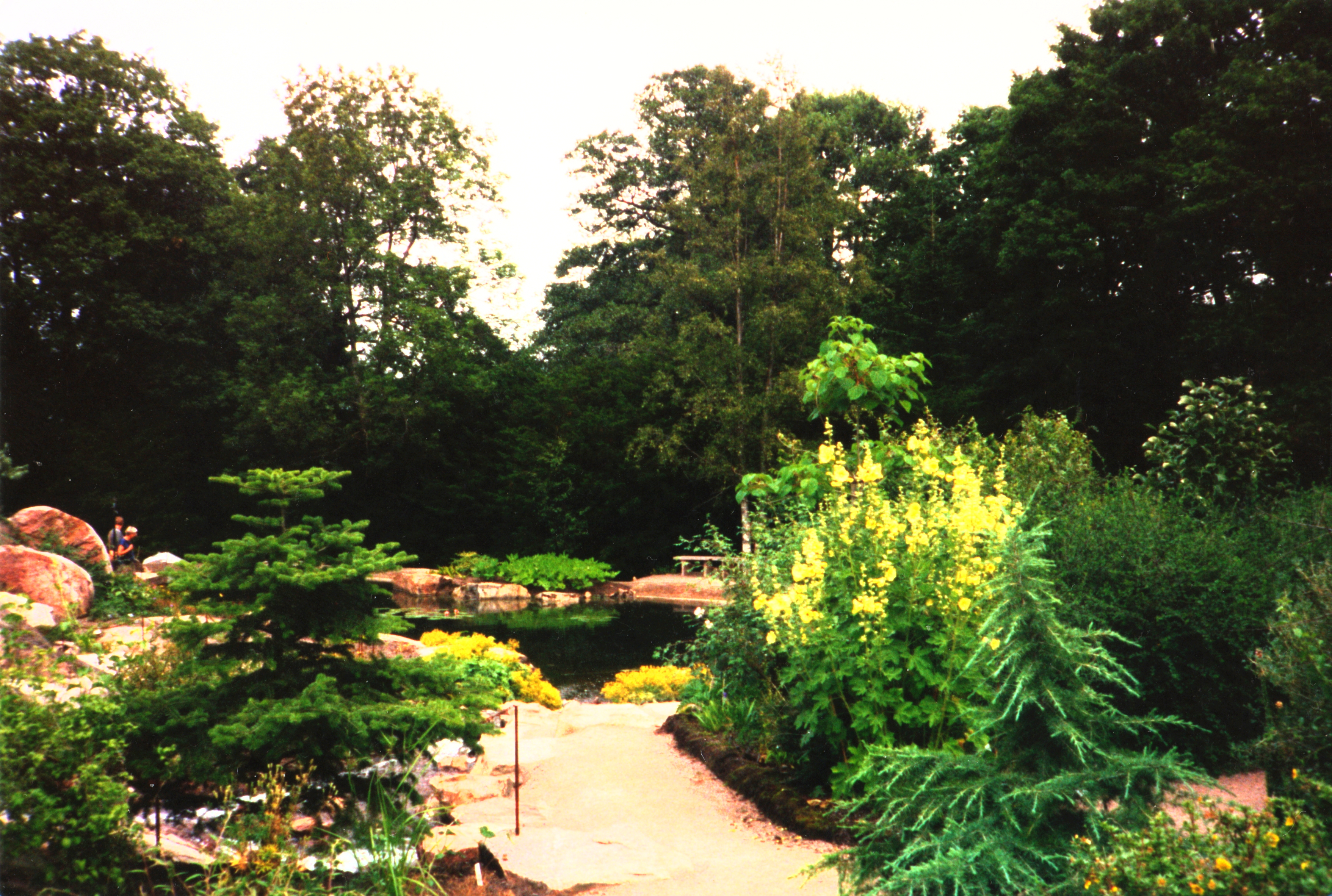
Början på Japandalen, 2010.

Japandalen är en zen-inspirerad del av trädgården som grundades 1952 för att visa de insamlade växterna från trädgårdens fröinsamlingsresa i Japan. Det finns också några kinesiska träd, till exempel ett av trädgårdens två näsduksträd.
I Japandalen finns cirka 160 olika trädarter och minst lika många olika sorters buskar. Man har också för att få en japansk prägel vissa attribut som en antik ishidoro (japansk stenlanterna), en tsukubai, mosskantade stenläggningar och slingrande trappor.
Intill Japandalen finns Koreadalen som började anläggas på 1970-talet. Namnet kom till i slutet på 1980-talet efter att man planterat flera växter från en expedition i Korea.

### Vitsippsdalen
Vitsippsdalen betraktades i början av 1900-talet som ett av få exempel på västsvensk urskog. Vitsippsdalen blev därför direkt avgörande för placeringen av trädgården. Det är också härifrån trädgårdens symbol, som är en vitsippa, kommer. Numer har dock vitsippan i allt högre grad konkurrens av svalört. Vitsippsdalen är ett naturreservat och endast mindre åtgärder görs (som att hålla stigarna framkomliga).

### Perennträdgården

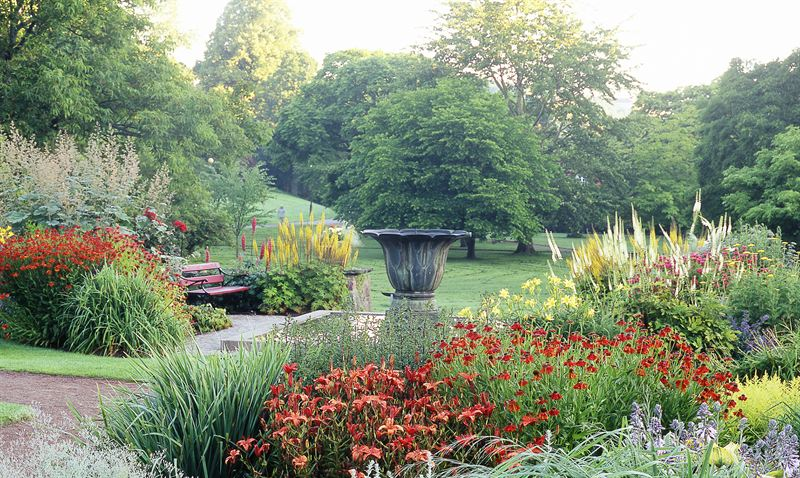
Perennträdgården med den antika bronsfontänen.

Perennträdgården ligger mitt i parken intill restaurangen och omfattar cirka 1500 kvm. De flesta växterna som odlas här är förädlade eller utvalda som extra rikblommande och lättodlade. Mitt i Perennträdgården finns en antik japansk bronsfontän och man har kring den planterat enligt engelsk tradition med en glidande skala av blommornas färger. En grundtanke med Perennträdgården är att verka som exempel på hur växter som kan köpas i handeln kan kombineras. Noterbara arter är vippvallmo (Macleaya cordata), silverax (Actaea simplex 'Brunette') och olika sorter av solbrud (Helenium autumnale).
Perennträdgården omgestaltades 1989 av Rigmor Celander och Mona Holmberg, tidigare trädgårdsmästare i Botaniska trädgården. Perennträdgårdens grundtanke är att visa upp mångfalden av växter som finns att tillgå i handeln och ge exempel på hur de kan kombineras. Den centrala delen av Perennträdgården inrymmer så kallade praktrabatter med stora högsommarblommande perenner. Växterna är ordnade i en glidande färgskala från ljusa pastellfärger i ytterkanterna till starka varma färger i mitten runt bronsfontänen. I stenpartierna längs muren och i slänten upp mot stora gräsmattan – glacisen – odlas främst kuddformiga och mattbildande låga växter. Stenpartiväxterna blommar huvudsakligen under vår och försommar.

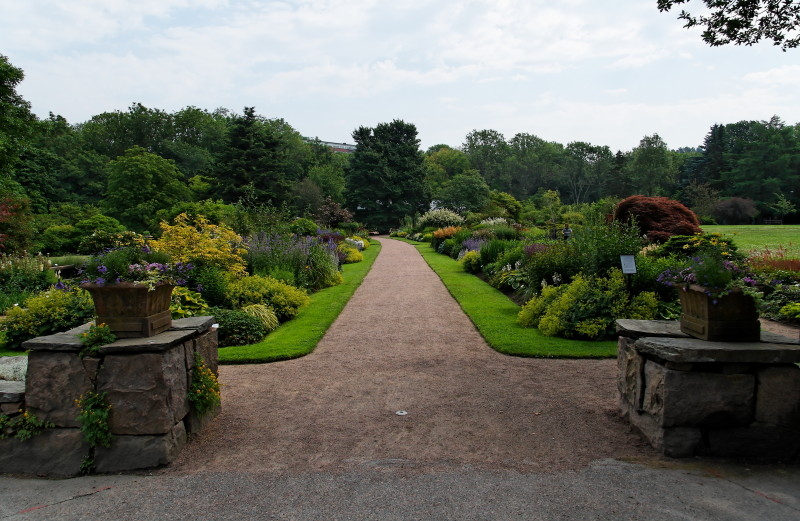
Perennträdgården i juli 2010.
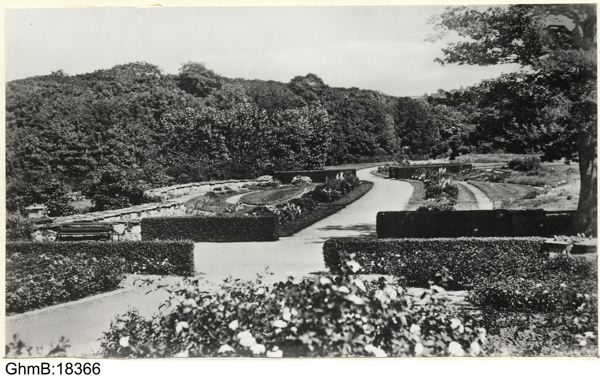
Perennträdgården från väster cirka 1940.

### Gramina et flores
I slänten strax ovanför trädgårdens huvudentré återfinns ytterligare en avdelning med kulturformer av perenner där kombinerad med ett stort sortiment av prydnadsgräs. Planteringen visar ett fyrtiotal olika prydnadsgräs från manshöga pjäser till låga mattor och ungefär lika många perenner. Den kom till 2012 och designades av förre trädgårdschefen Rigmor Celander.
Sensommar och tidig höst är planteringens höjdpunkt, då de flesta gräsen blommar som vackrast. Sent blommande perenner i mustiga färger som rudbeckia, solbrud, röd rudbeckia, kungsmynta, anisisop och aster utgör komplement till gräsen. Färgskalan går från gyllengult, orange över mahognyrött mot brunare toner till blekt lila och blått.
Namnet på planteringen, Gramina et flores, betyder helt enkelt "Gräs och blommor".

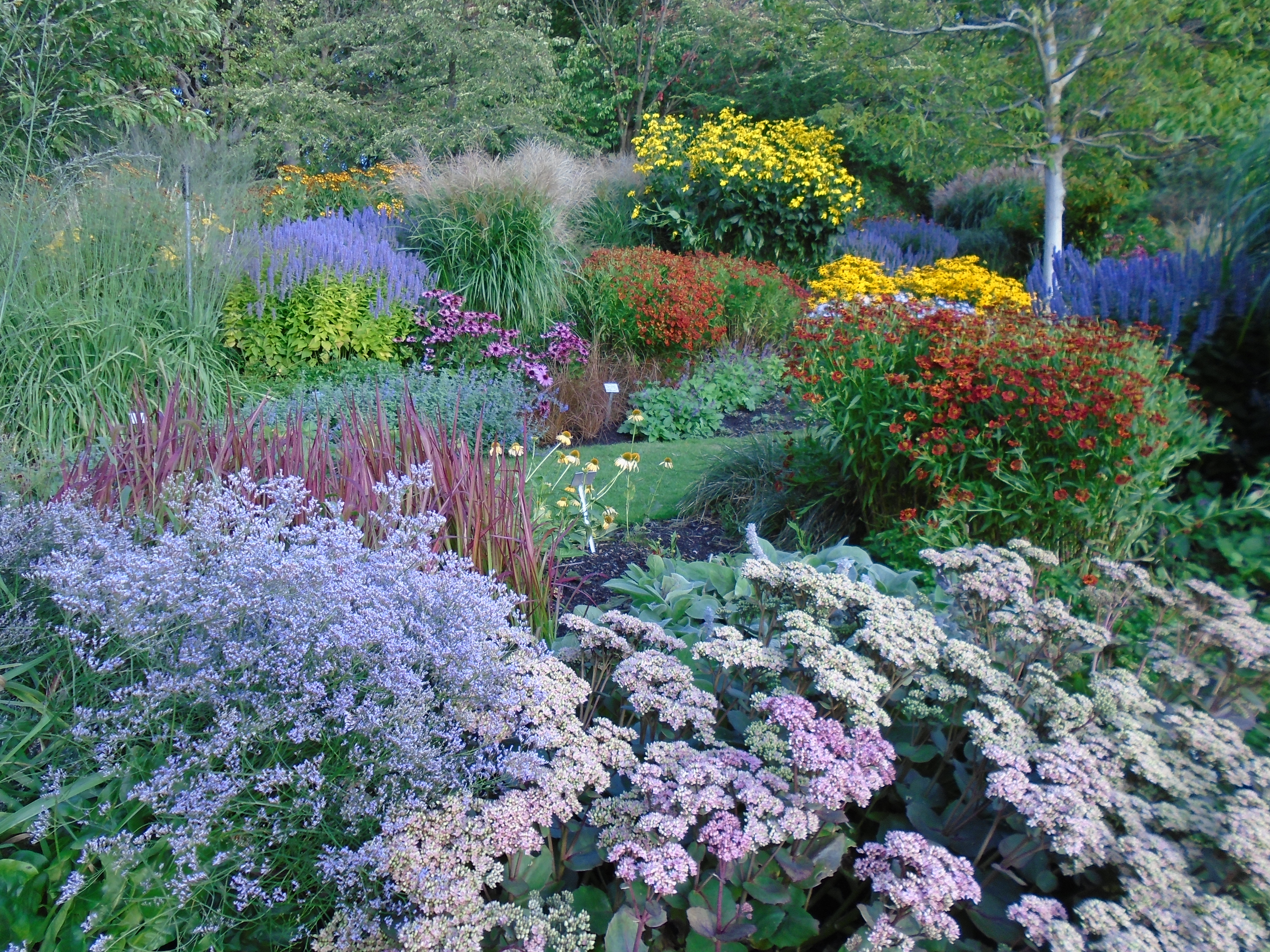
Blomsterprakt i Gramina et Flores i augusti 2014

### Örtagården

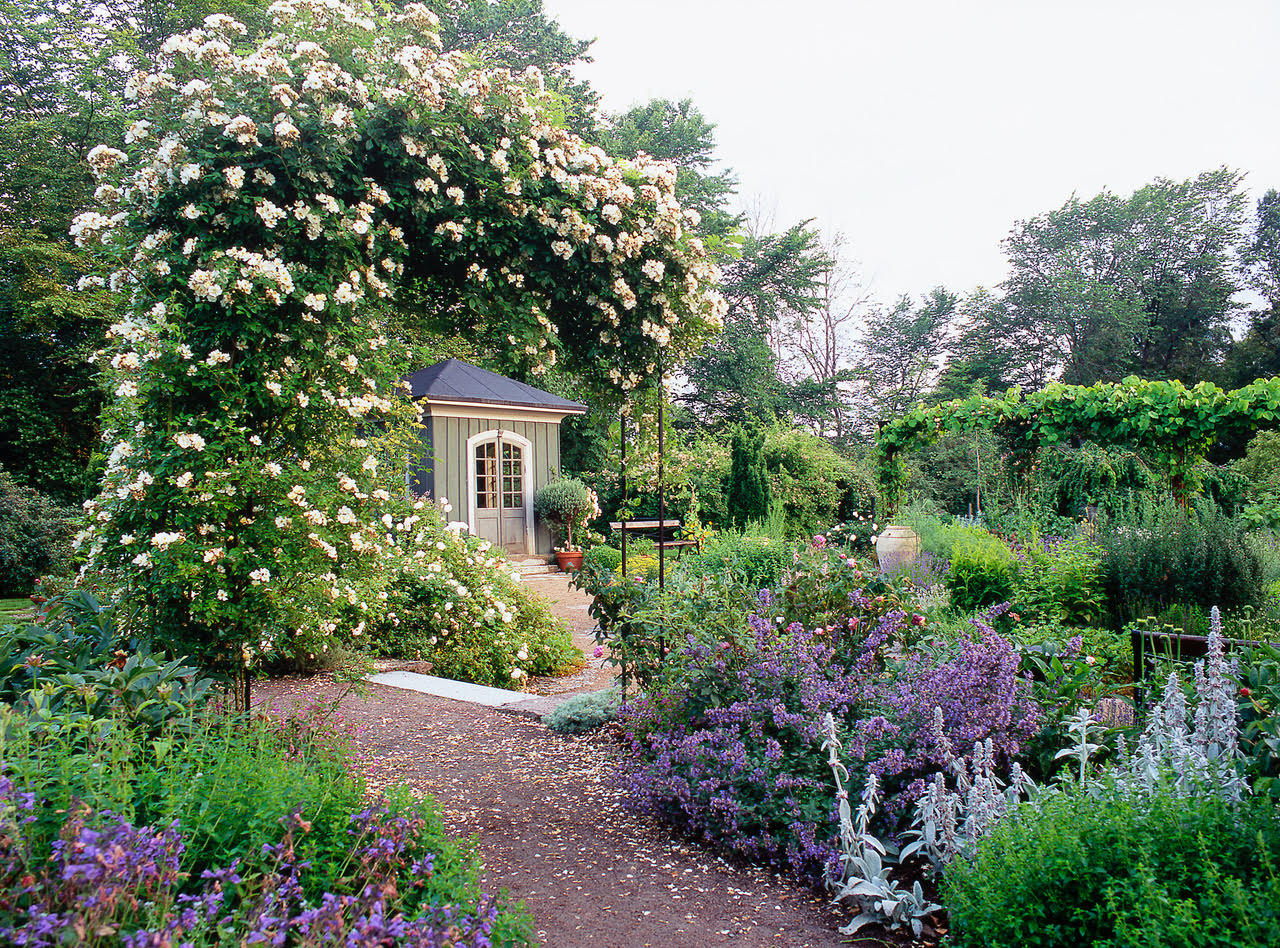
Örtagården med lusthuset.

Örtagården började byggas i maj 1999 och invigdes i augusti 2000. Den var Botaniska trädgårdens bidrag till Göteborgs stads millennium-firande. Den invigdes i augusti av dåvarande landshövdingen för Göteborgs- och Bohus län, Göte Bernhardsson. Anläggningen är ritad av förre trädgårdschefen Rigmor Celander.
Örtagården ligger i anslutning till ett lusthus från mitten av 1700-talet – ursprungligen beläget på Kärralunds gård. Huset flyttades 1959 från Röhsska museets trädgård. Anläggningen är uppbyggd med kalksten som grund och rabatterna har fått en friare komposition än vad som är brukligt hos örtagårdar i gemen. Hela anläggningen inrymmer förutom kryddor och medicinalväxter också ett 20-tal gammaldags buskrosor.
Till sin ena del är Örtagården traditionellt byggd som en stenlagd gård med den klassiska korsgången i mitten, där en liten nedsänkt springbrunn porlar. Brunnen flankeras av fyra höga amforor runt vilka odlas växter, som framförallt använts till mat- och brännvinskryddor. En bågformad pergola, som ritats av trädgårdsmästare Einar Hessman Larsson och Rigmor Celander, avgränsar trädgårdsrummet i dess norra del. 
Några trappsteg leder upp från den stenlagda gården till Örtagårdens andra del, där en samling läke- och doftväxter är planterade på ett föga traditionellt vis. Istället är de komponerade som klassiska perennrabatter, delvis för att visa hur utomordentligt många av våra vanligaste prydnadsväxter som haft medicinsk användning. Rosenbågarna som välver sig över gångarna i detta parti är tänkta skapa en känsla av rumslighet.
Gränsen mellan medicinal- och kryddväxter har alltid varit flytande, många växter har använts i båda syftena och för många olika krämpor. Örtagårdens skyltar anger därför växtens huvudsakliga användningsområde men också några alternativa bruk.
För de nyskapande stenarbetena i Örtagården står trädgårdsmästare Einar Hessman Larsson.

### Lökträdgården

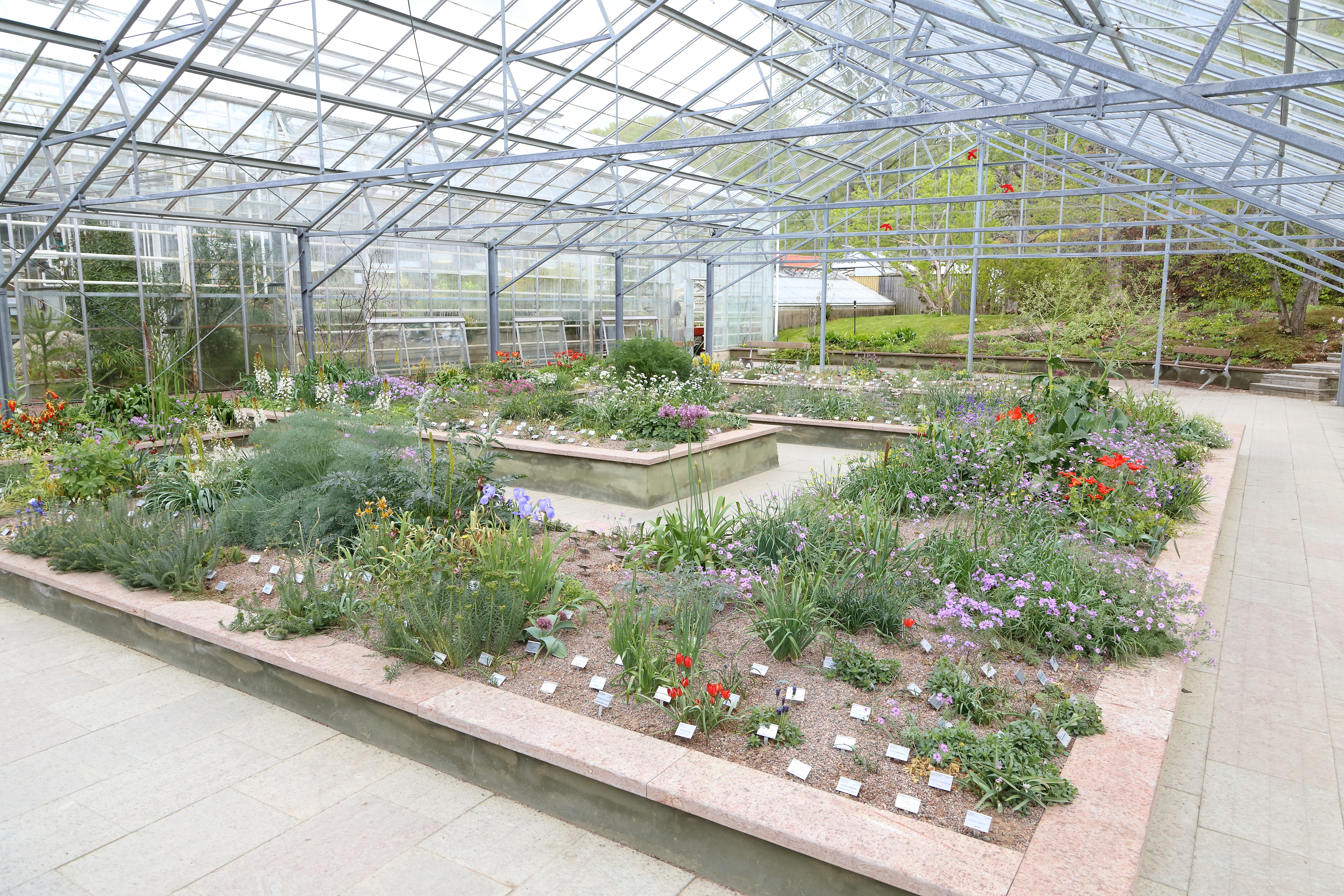
Lökträdgården i maj 2014.

Lökträdgården ligger intill växthusen, öster om ingången. I lökträdgården finns cirka 1 600 planterade växter, främst olika lök- och knölväxter. Lökträdgården har ett glastak vilket restes 2006. I samband med det nya glastaket genomgick också anläggningen en uppryckning med nya murar och nyplantering. Uppryckningen och glastaket bekostades av Botaniskas vänner och invigdes den 22 april 2006 och är tillägnat Per Wendelbo som var prefekt 1965–1981 och som grundlade lökintresset i Botaniska.

## Växthusen

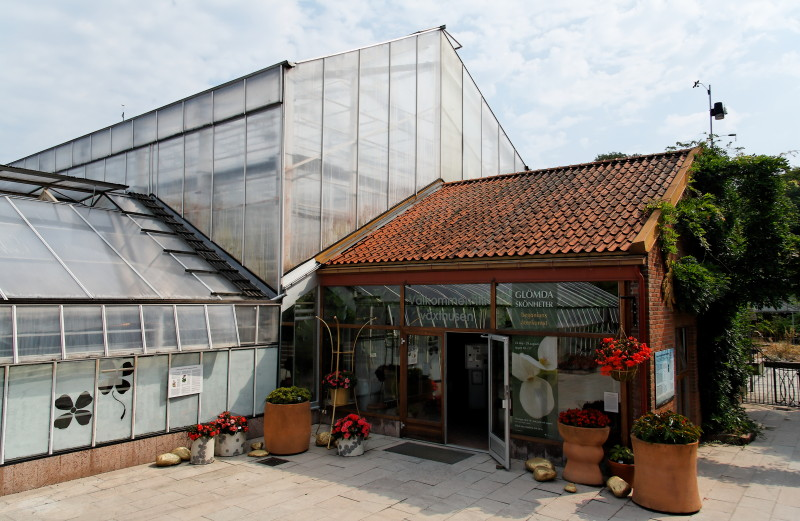
Entrén till växthusen.

Växthusen i Botaniska trädgården innehåller ungefär 4 000 olika arter. Däribland Sveriges största samling orkidéer, som man i huvudsak fått genom utbyten från andra botaniska trädgårdar. Växthusen är på totalt 1 900 m2 och är uppdelade i elva olika avdelningar. De är uppförda 1981, förutom Suckulenthuset som uppfördes 1973 och ersatte då de tidigare växthusen från 1923. År 1982 byggdes växthusen om till att omfatta cirka 1 500 m2. Utöver de elva olika avdelningarna finns ett antal förökningsväxthus.
Några växthus fanns redan när trädgården anlades eftersom marken tidigare arrenderats av Axel Andersson som bedrivit handelsträdgård. Det byttes ut mot nya som stod färdiga till invigningen 1923. På 1960-talet började de vara i behov av att bytas ut och 1973 byggdes Suckulenthuset. Våren 1980 anslog kommunstyrelsen ett bidrag på 2 850 000 kronor för att fortsätta bygga om växthusen vilket därefter gjordes i två etapper. Den första etappen åt öster med Bergshusen, Australien − Sydafrikahuset samt arbetsrum, pannrum och kontor. Den andra etappen byggdes åt väster med entrén, Tropikhuset, Orkidéhusen, Begoniahuset och Utställningshuset. Sammantaget innebar ombyggnaden att golvytan i växthusen fördubblades. Total kostnad blev 3,9 miljoner kronor. Taklagsfest hölls den 22 augusti 1981.

### Tropikhuset
Tropikhuset är den avdelningen med högst i tak med sina 9 meter och ligger direkt innanför ingången. Temperaturen är alltid över 20 °C och luftfuktigheten är omkring 80–95 procent. I Tropikhuset återfinns olika regnskogsträd, lianer och storbladiga örter, olika nyttoväxter som kakao, kanel och kardemumma samt flera prydnadsväxter som benjaminfikus, marmorblad och fågelbobräken. I Tropikhuset finns också två dammar med olika fiskar samt rödörade sköldpaddor.

### Orkidéhusen
Orkidéhusen omfattar fyra olika avdelningar med olika klimat. Den varmaste och fuktigaste avdelningen är Vanillahuset där temperaturen hålls över 20 °C följt av Cattleyahuset med en temperatur över 15 °C, Dedrobiumhuset med en temperatur över 12 °C och kallast är Disahuset där temperaturen hålls över 10 °C. I Orkidéhusen återfinns samlingen orkidéer med ungefär 1 500 arter vilken byggdes upp på 1920- och 1930-talen från Trädgårdsföreningen samt några tyska och holländska firmor. Särskilt välrepresenterade är släktena Bulbophyllum, Dendrobium och Masdevallia med cirka 80 arter vardera samt Paphiopedilum och Dracula med cirka 30 arter var.
Bland orkidéerna nämns särskilt Disa uniflora som man odlat sedan 1932 och som återfinns tillsammans med andra orkidéer och en större samling olika köttätande växter i Disahuset.

### Begoniahuset
I Begoniahuset finns cirka 100 arter Begonia samt andra växter, bland annat ris, kaffe och bomull. Temperaturen hålls över 15 °C. Det är också här som de har ett påsköträd (Sophora toromiro) vilket härstammar från en kvist med frön som Thor Heyerdahl hämtade under en expedition till Påskön 1955–1956.

### Suckulenthuset

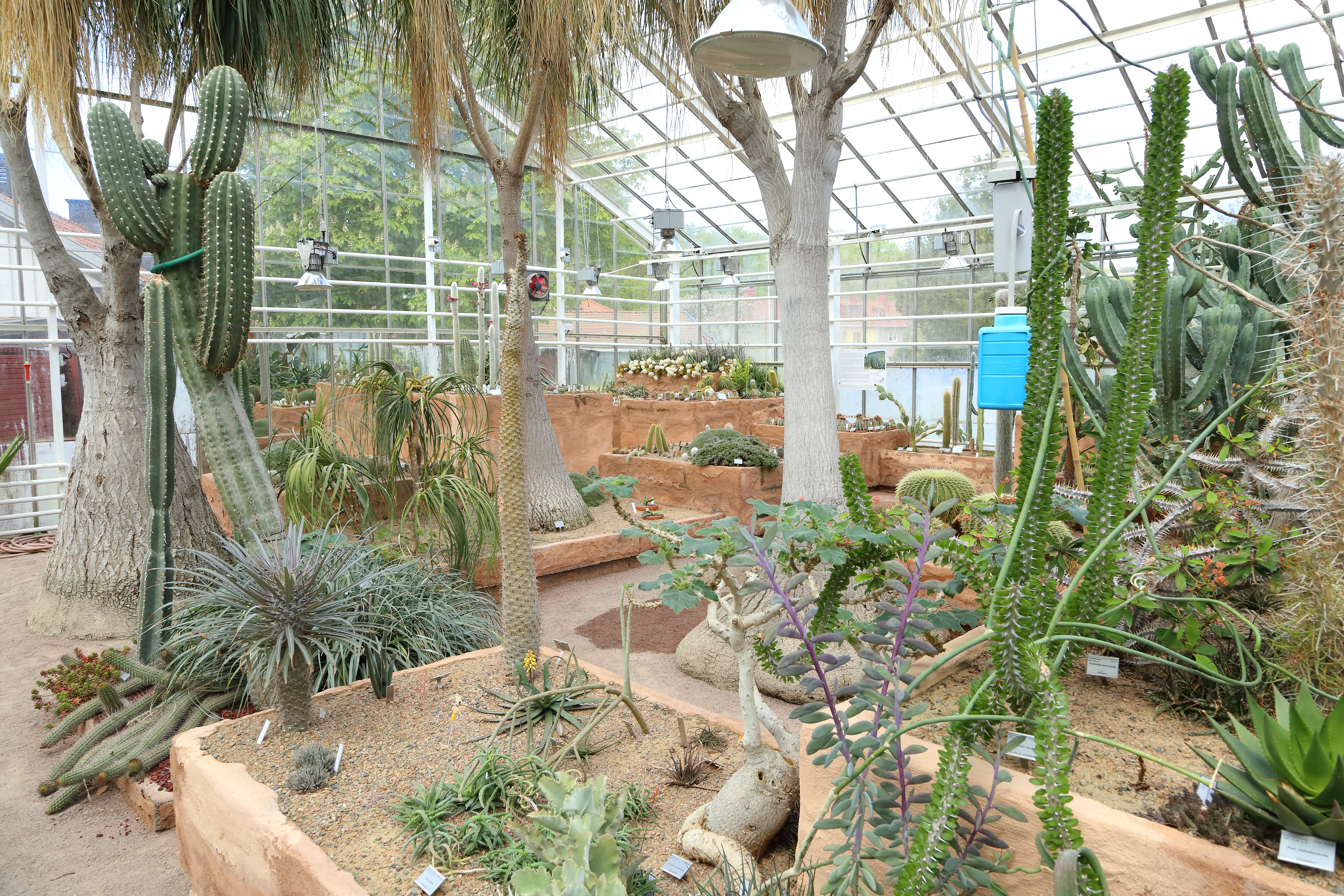
Del av Suckulenthuset i maj 2014.

Suckulenthuset är det äldsta av växthusen och byggdes 1973. I Suckulenthuset odlas olika kaktusar och andra suckulentersamt en del lök och knölväxter. Sammanlagt odlas ungefär 1000 arter. Främst finns arter från Amerika och Afrika, men Madagaskar och Kanarieöarna finns också representerade. Bland annat finns här Dioscorea elephantipes som man haft sedan invigningen av parken 1923. Växterna odlas på bäddar av rappade lecakulor med rött ytlager av lavagrus från Island. Några av bäddarna har vintertid undervärme och temperaturen hålls vintertid över 10 °C. Sommartid är detta enda växthuset som inte skuggas vilket medför att det kan bli väldigt hett. Det börjar blomma från mitten av april och allra mest under högsommaren.

### Bergshusen
Bergshusen omfattar två avdelningar, en torr och en fuktig. I den torra odlas på kalk och har ett klimat som påminner om det kring Medelhavet. I den fuktiga odlas på torv och silikatsten med ett lägre pH. Där växer främst arter från Ostasien och Himalaya. Båda håller en temperatur på över 2 °C och innehåller många chasmofyter (skrevväxande växter). Som mest blommar det i Bergshusen på senvintern och våren.

### Australien − Sydafrikahuset
I Australien − Sydafrikahuset odlas växter från södra halvklotet. Temperaturen hålls över 8 °C. Där finns akacieträd, grästräd, pelargon och ljungväxter från Australien, samt mönjelilja och Phormium tenax från Sydafrika.

### Utställningshuset
I Utställningshuset hålls oftast olika specialutställningar men också en del egna utställningar relevanta för Botaniska trädgården och dess arbete.

## Byggnader

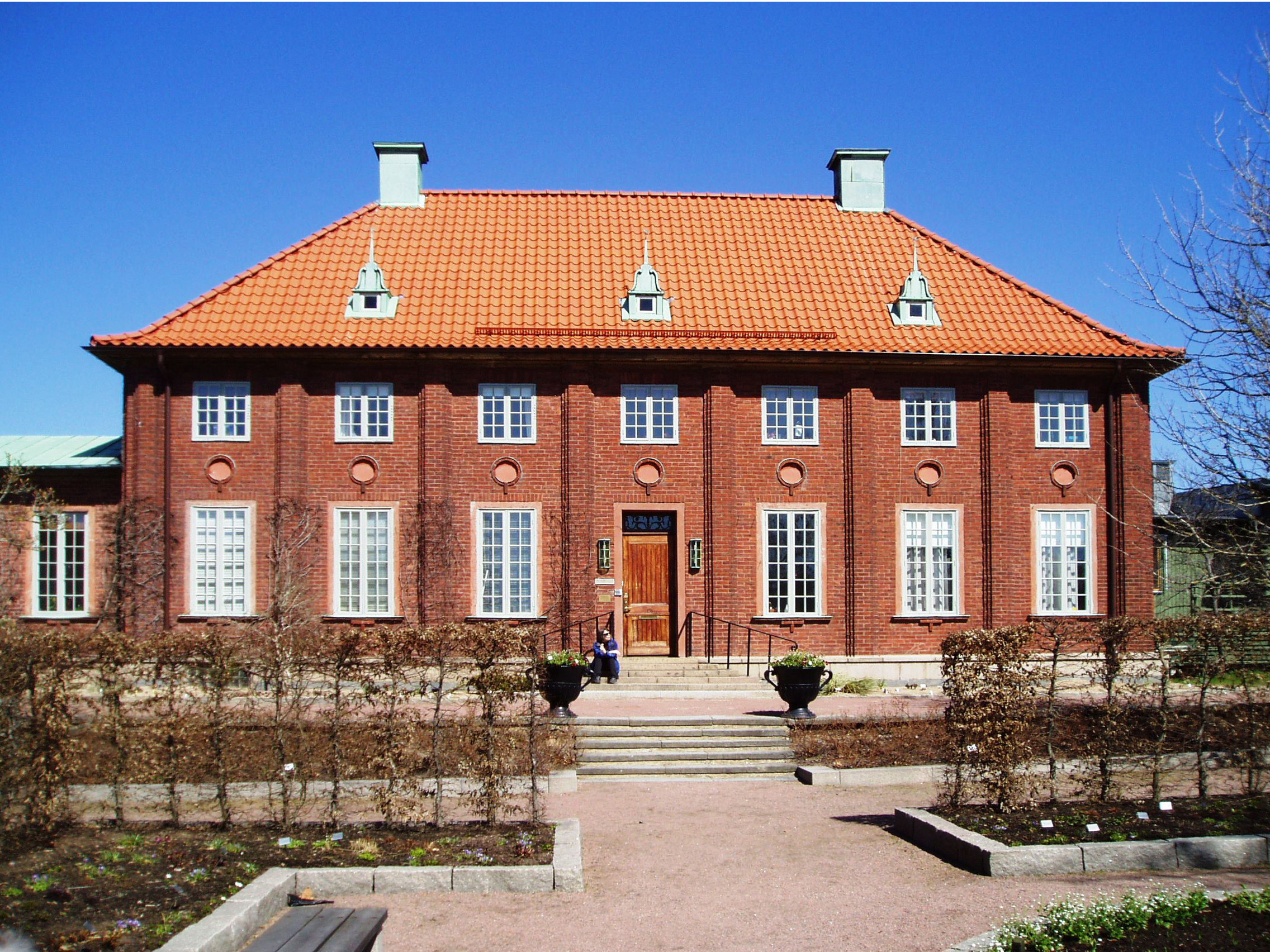
Kontorsbyggnaden.

- Kontorsbyggnaden vid entrén i rött tegel är ritad av arkitekten Arvid Bjerke och stod färdig 1926. Det byggdes till 1936 med en flygel för herbariet. Entrébyggnaderna omfattar också två porthus från 1928, arkitekt Axel Jonsson.
- Båtsmanshuset – som också kallas Blå huset – är ett timmerhus i en våning med brutet tak och frontespis. Det uppfördes 1794 inom Gamla Varvet nedanför Stigbergstorget, ungefär där Amerikaskjulet nu ligger. År 1917 revs det för att återuppbyggas två år senare i Botaniska intill Bambulunden, efter ritningar av Sigfrid Ericson. Idag används det som personalbostad.[83][84]
- Lusthuset i Örtagården är från senare delen av 1700-talet och ritades av stadsingenjören i Göteborg, arkitekt Bengt Wilhelm Carlberg till hans egen trädgård på landeriet Kärralund. Lusthuset skänktes till trädgården 1959 av Röhsska Konstslöjdsmuseet och fick då sin nuvarande placering efter att under en period ha stått i en trädgård mitt emellan Röhsska museet och dåvarande Slöjdföreningens skola.[85]
- Stora Änggården (Prefektbostaden) är en gul villa i en våning från 1812 som ligger strax ovanför växthusen. Huset byggdes för att ersätta ett äldre av Gabriel Gréen (stavning senare ändrad till Gren) efter att de 1807 köpt gården.[5] År 1919 renoverades den och återgavs då sitt ursprungliga yttre under överinseende av arkitekten Sigfrid Ericson. Idag fungerar huset som personalbostad.
- Marinbotaniska institutionen, ritades av arkitekterna Ragnar Ossian Swensson och Mandus Mandelius och stod klar 1954.[86]
- Botaniska institutionen som ingår i Institutionen för biologi och miljövetenskap, tillhörande Göteborgs universitet, stod klar 1971 och ritades av arkitekterna Stig Hansson och Walter Kiessling.[87]
- Stolpboden är ett gammalt timrat spannmålsmagasin som hörde till Stora Änggården och som när trädgården anlades flyttades in i parken mot naturparken. I den hålls olika utställningar, bland annat av äpplen varje höst.[88]

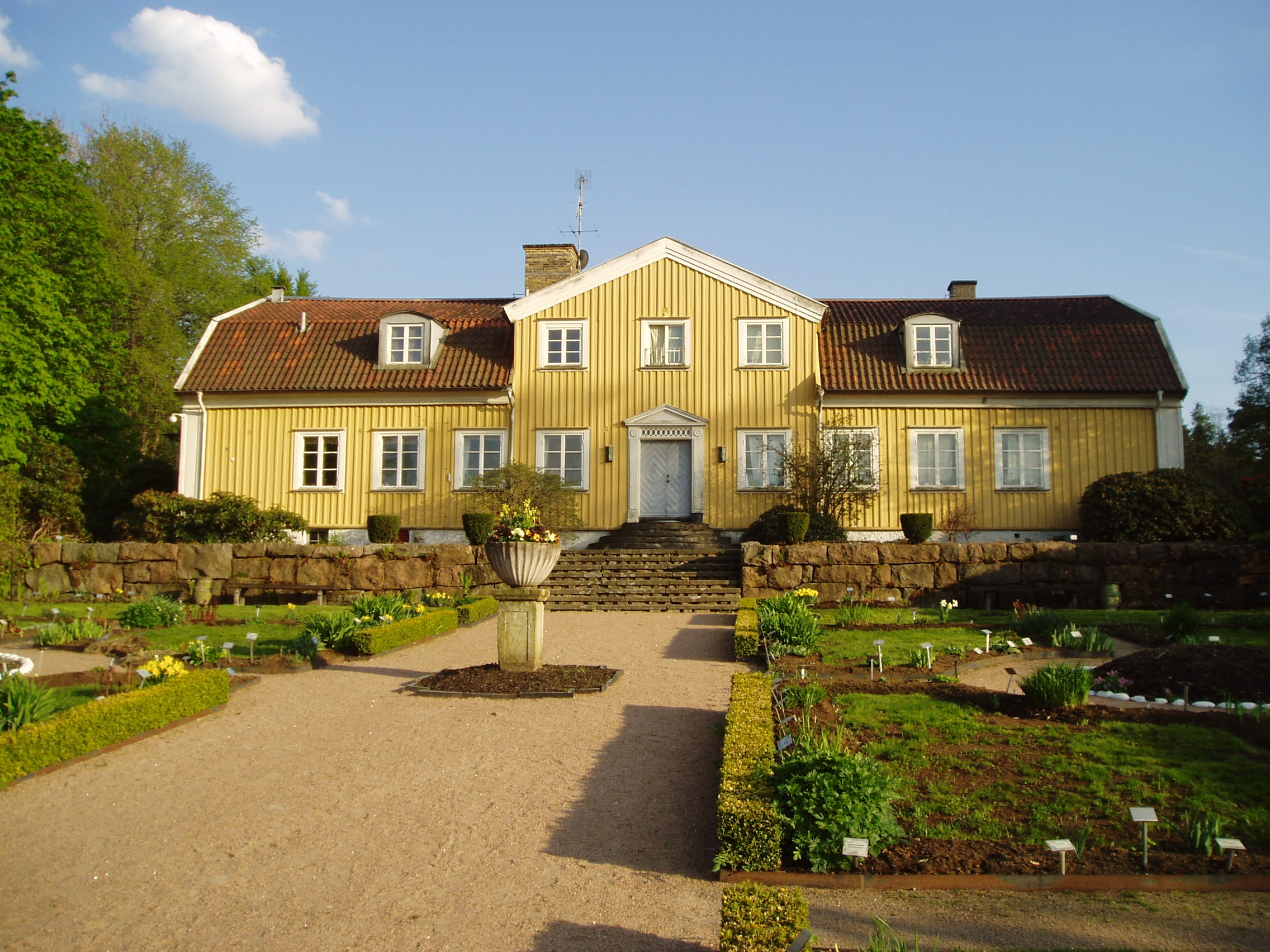
Stora Änggården, maj 2013.
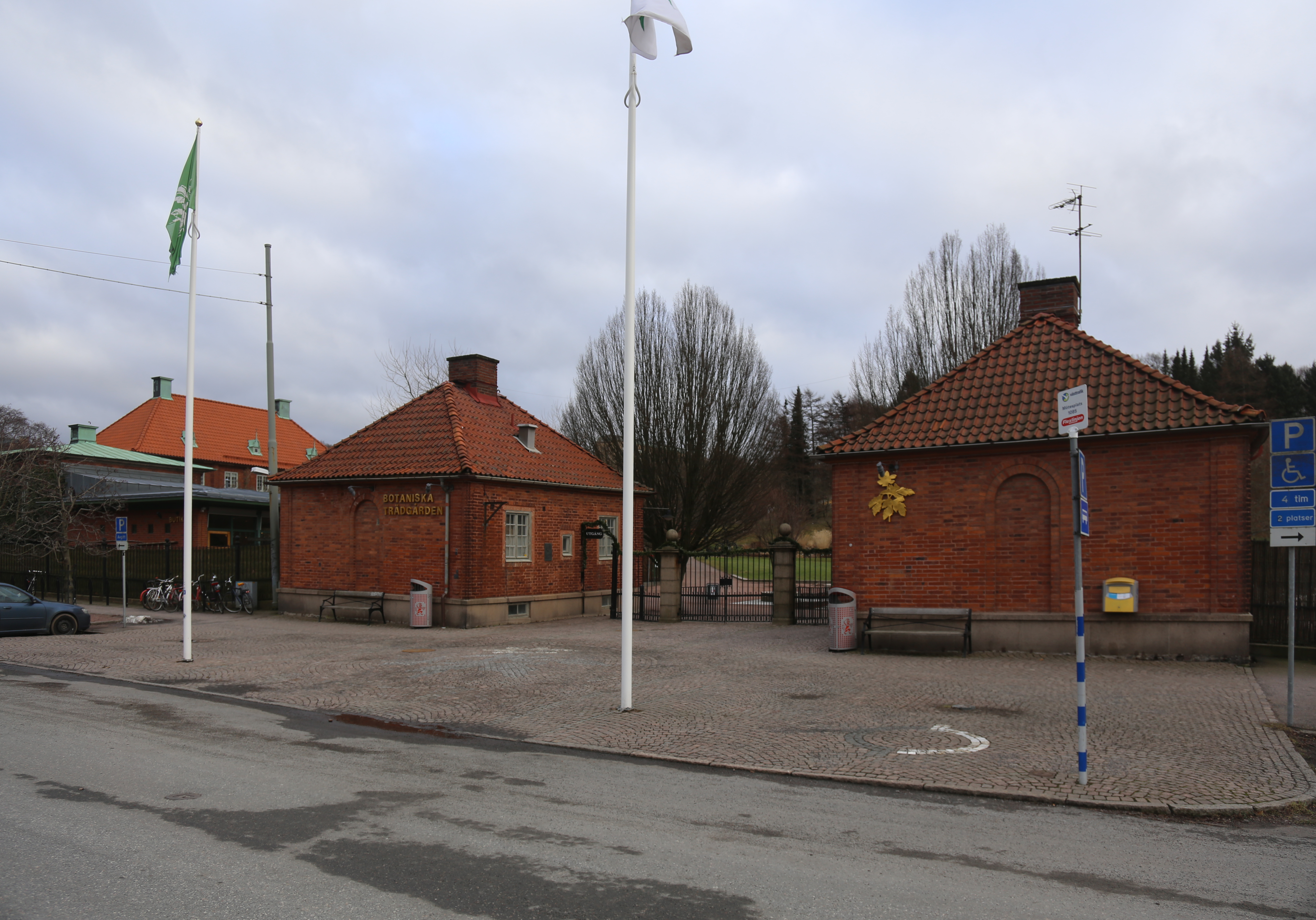
Entrén från utsidan, januari 2015.
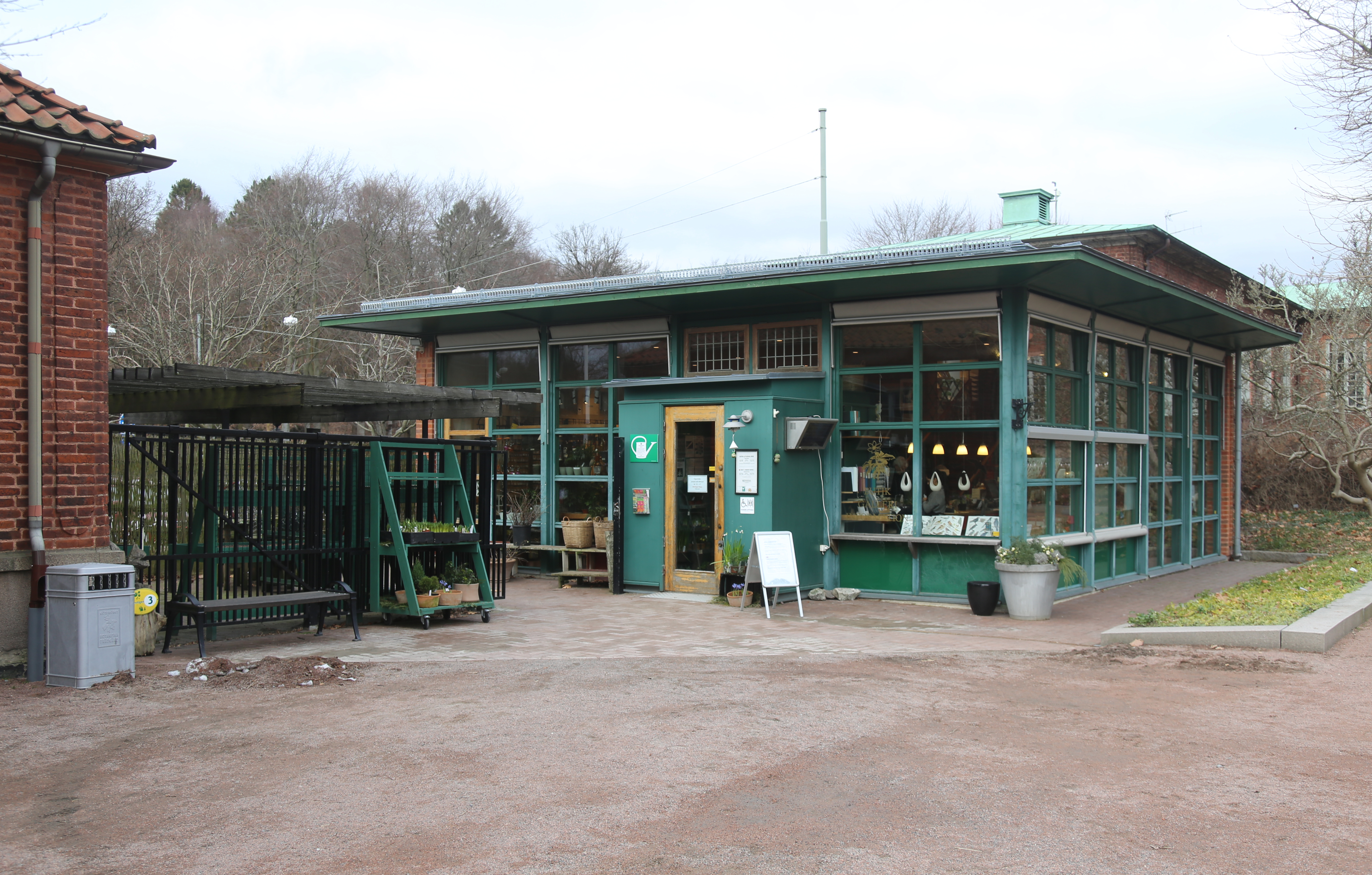
Butiken, januari 2015.
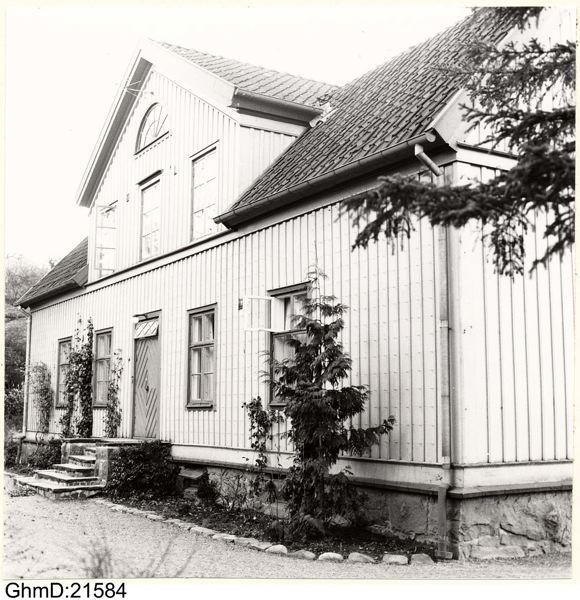
Båtsmanshuset (Överträdgårdsmästarbostaden), 1964.
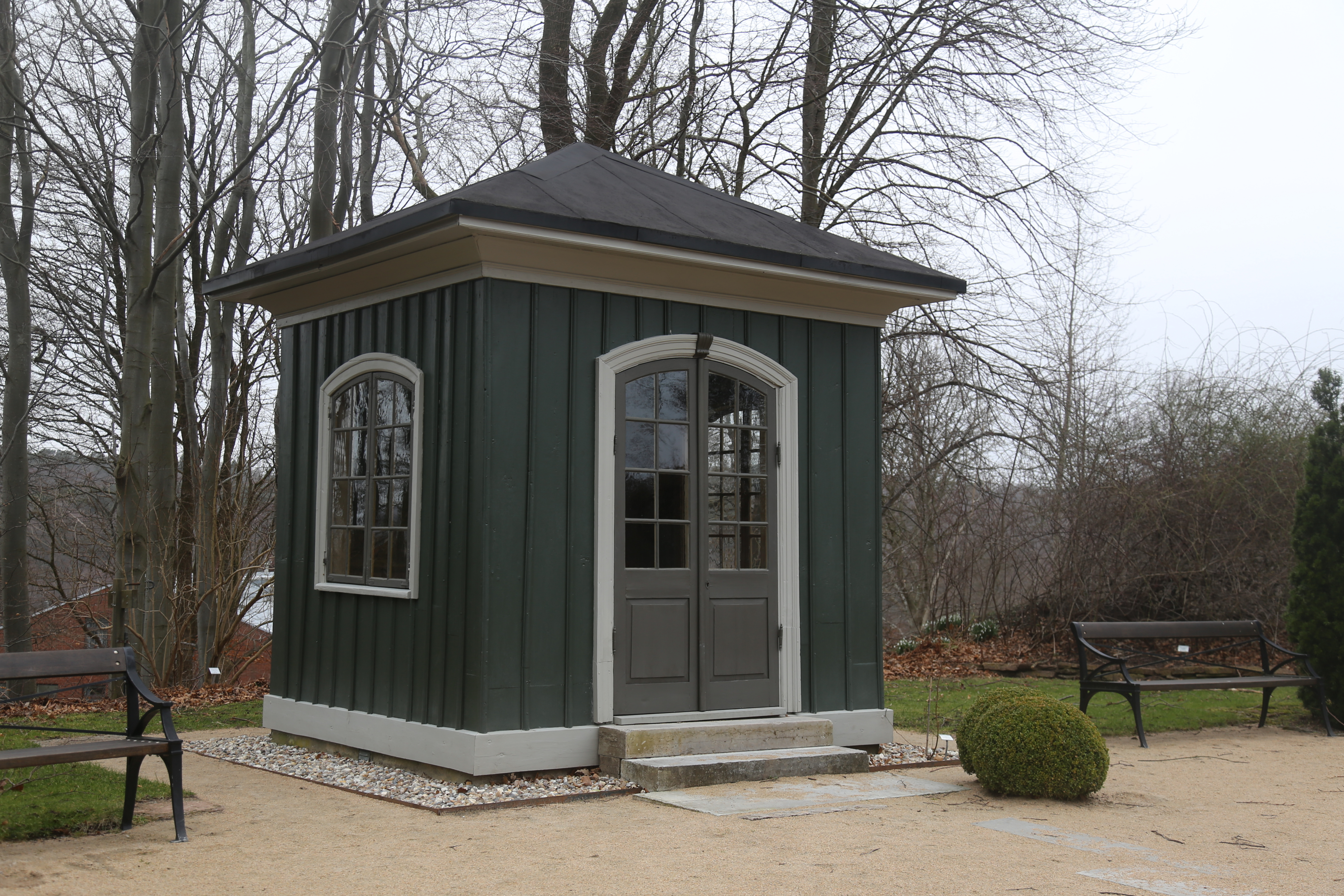
Lusthuset i Örtagården.
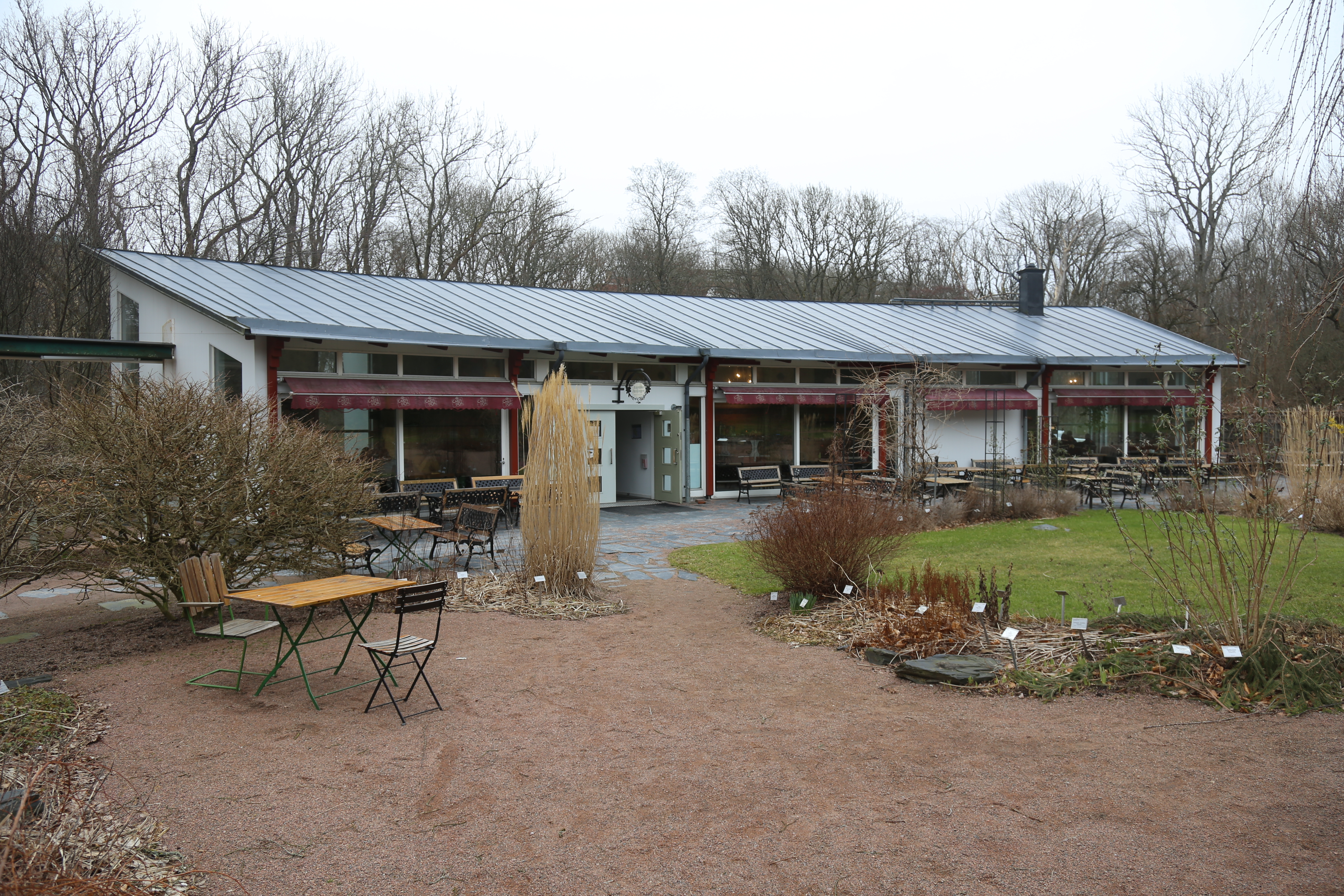
Restaurangen.
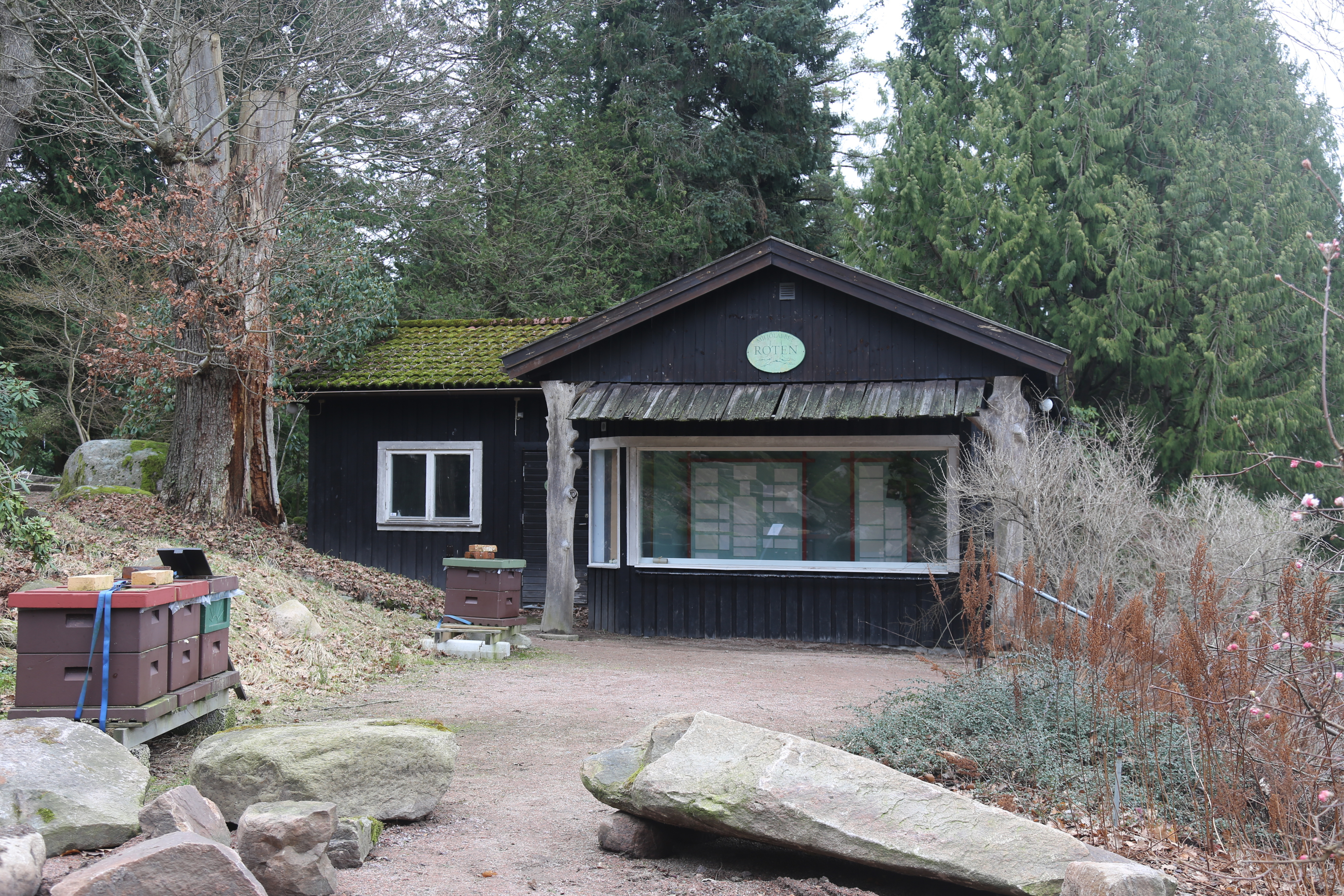
Roten (Gamla kaféet), vilken användes som miljölaboratorium. Roten revs våren 2015 på grund av mögelskador.
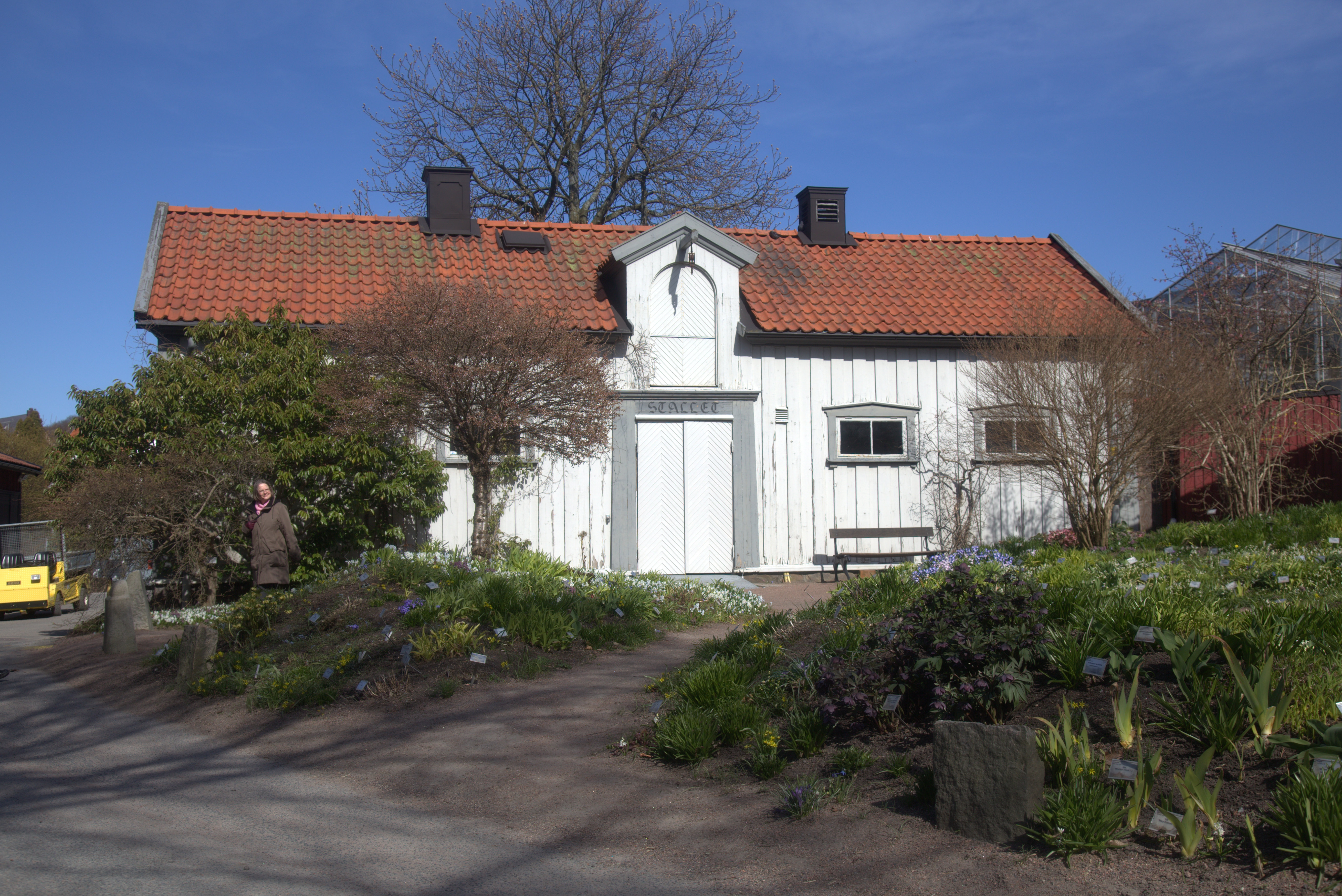
Stallet.

## Skulpturer
- Flora - en marmorskulptur framför prefektbostaden, skapad av den italiensk-svenske skulptören Gioacchino Frulli, född 1766 i Italien, död 1801 i Göteborg. Flora tillverkades under 1790-talet på Gunnebo för John Hall den äldre. Skulpturen såldes sedan till Kristinelunds landeri (vid nuvarande Kungsportsavenyen) och därefter 1918 av en anonym säljare till Botaniska trädgården.[89] Flora är placerad i butiken utanför utställningshallen.
- Bronsbyst av Carl von Linné, utförd av Walter Runeberg, skänkt av Smålands Gille 18 maj 1923.[90] Bysten är placerad sydväst om Spegeldammen i slänten mot Universitetet.
- Najad – av Carl Milles i Spegeldammen sedan 1931.[1] Det är den ena av två exemplar som var tänkta för Slottsskogen. Den andra står i Keillers park.[91]
- Växtkraft – av Kjell Friberg som gjordes åt Botaniskas Vänner 2011 och som finns i trädgården nära entrén. Den invigdes 27 oktober 2011. Skulpturen är 51 cm hög, 69 cm bred, 23 cm djup, väger ca 60 kg och vilar på en sten av bohusgranit från Näsinge. Den är gjuten på Bergmans Konstgjuteri i Karlskoga.[92]
- Tulpan – skulptur av Eva Lange (1995).
- Ljusbåge – granitskulptur av Erik Åkerlund (1996).
- Vårens huldra är en skulptur av en naken ung flicka utförd av Gunnar Nilsson. Skulpturen skänktes 1954 av Torsten Odqvist, som var direktör vid Elof Hanssons handelshus. Den är placerad på höger sida av vägen från entrén mot kaféet.[93]
- Carl Skottsberg. Porträttbyst av Gunnar Lybeck (1944). Bysten donerades 1988 till Botaniska trädgården av Kerstin Wijk Broströms Stiftelse.[37]
- Berguv av Pål Svensson som donerats av Stiftelsen Skogssällskapet.[94]

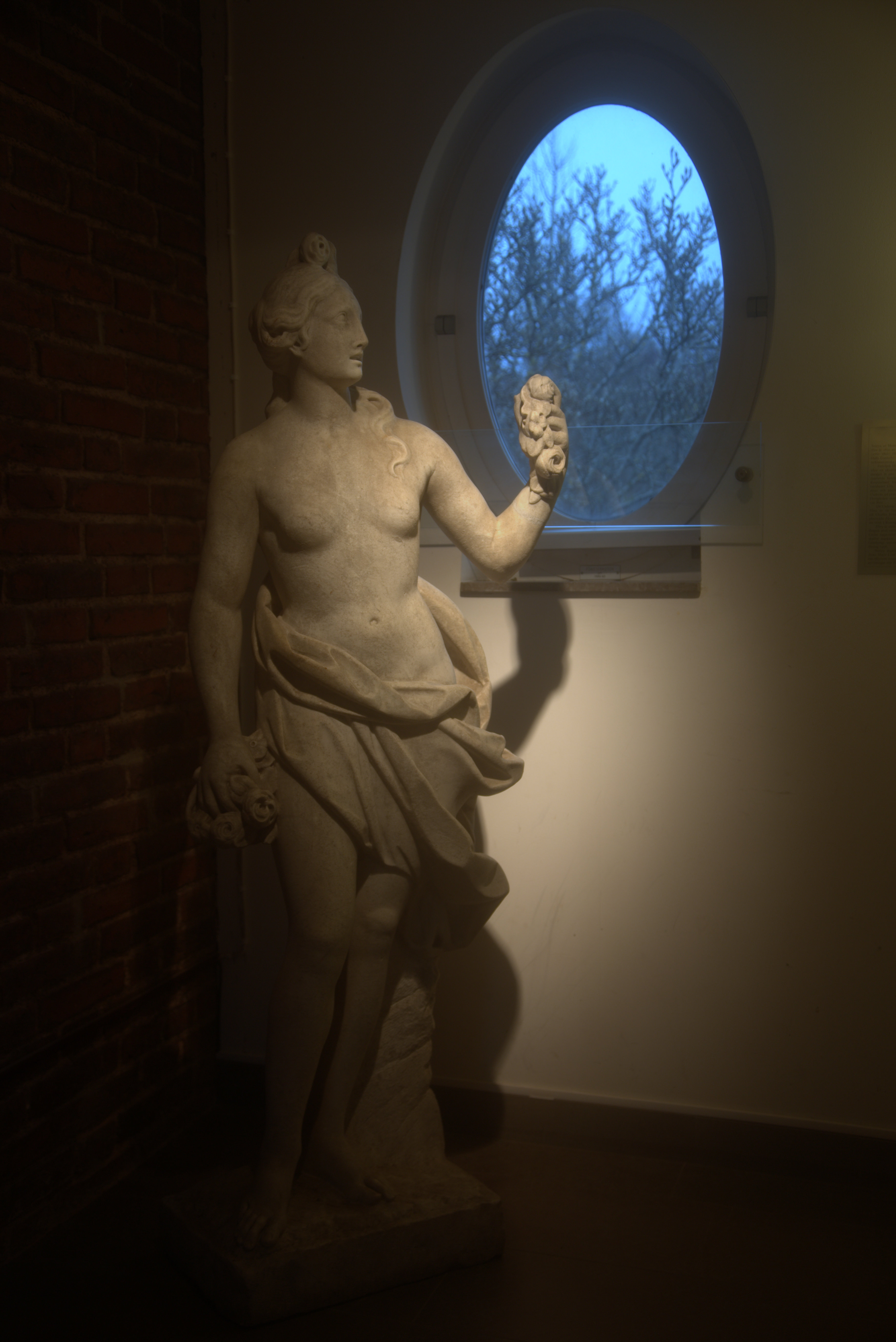
Flora av Gioaccihino Frulli.
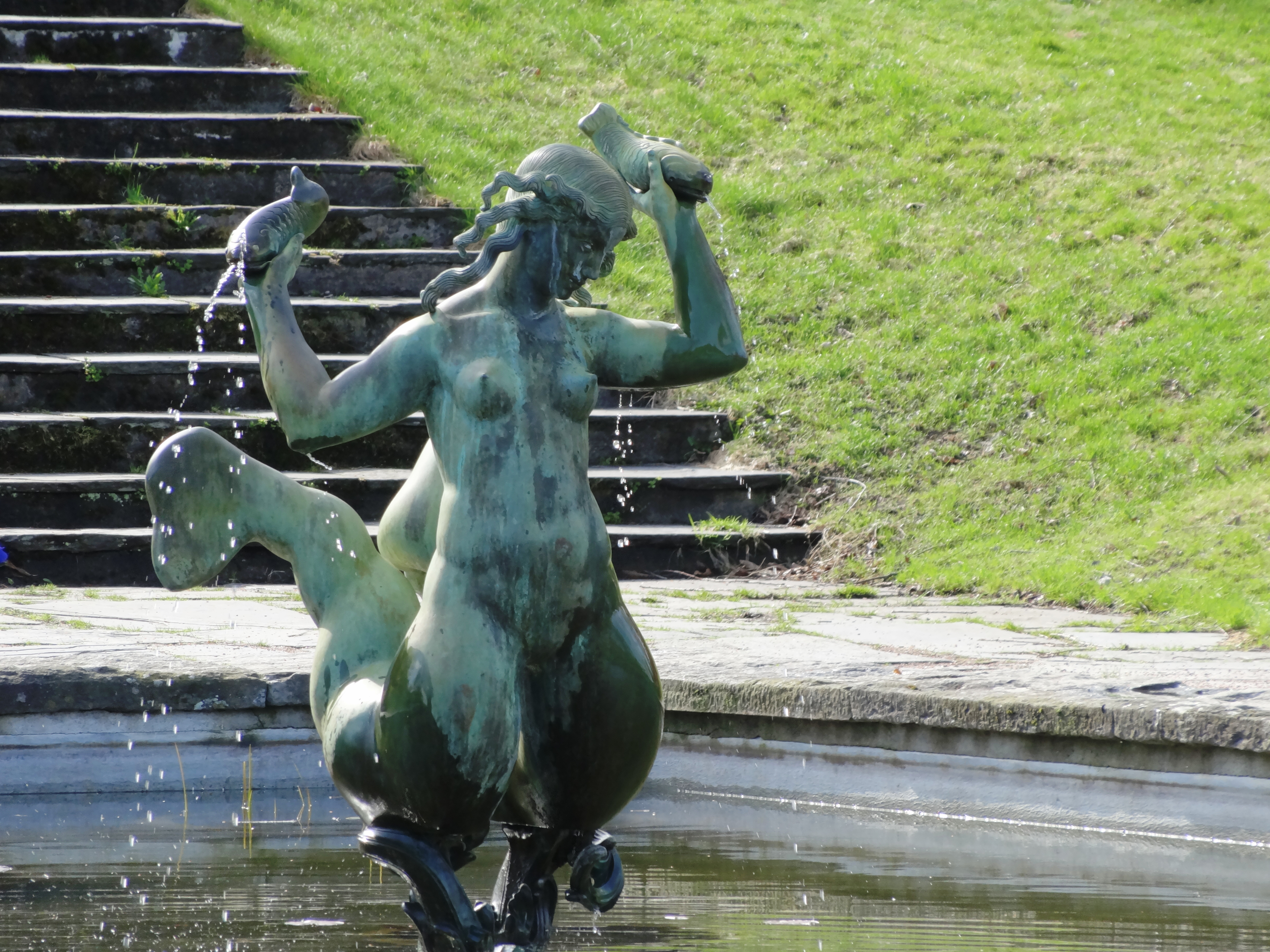
Najad av Carl Milles.
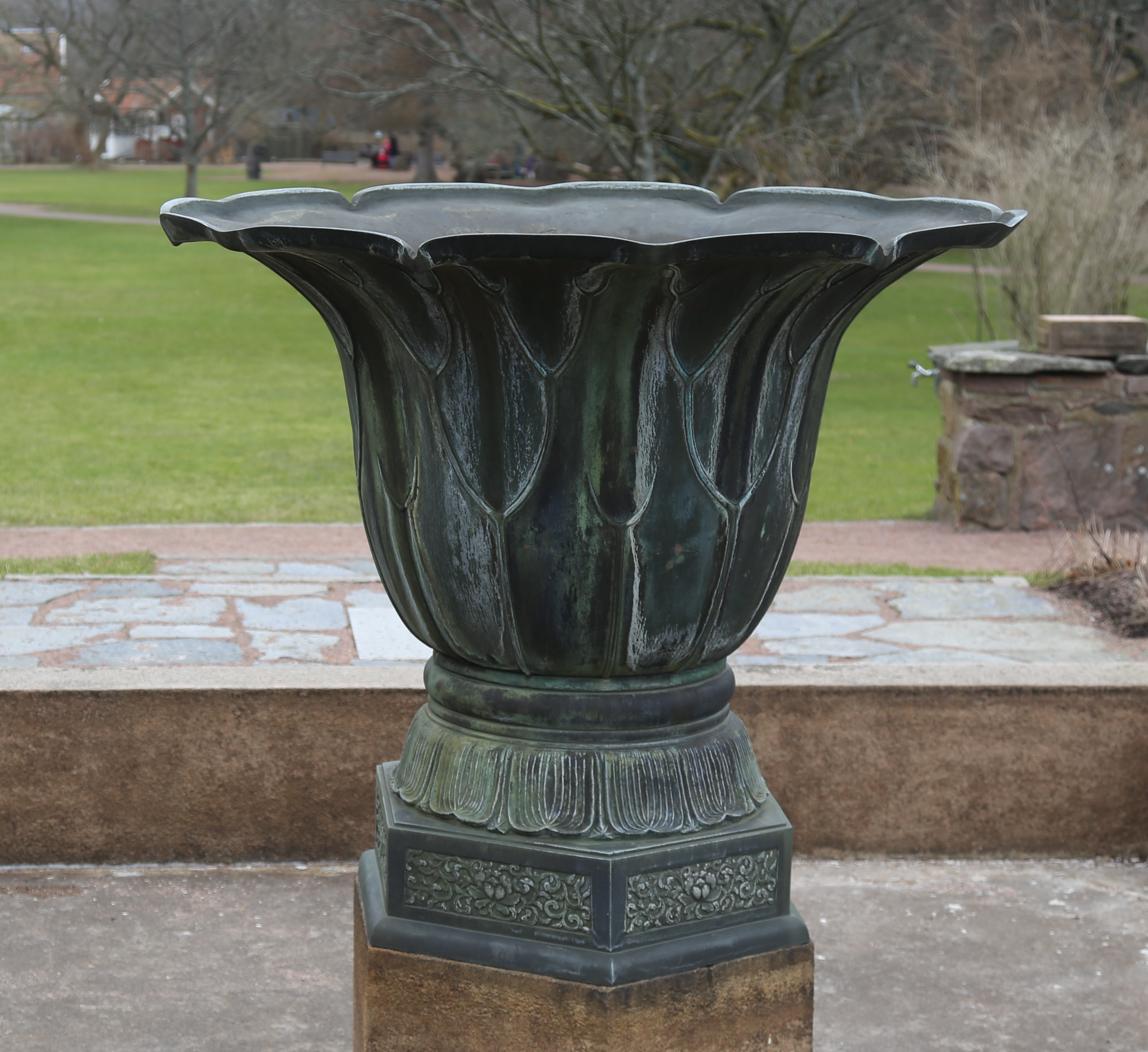
Antik japansk Bronsurna.
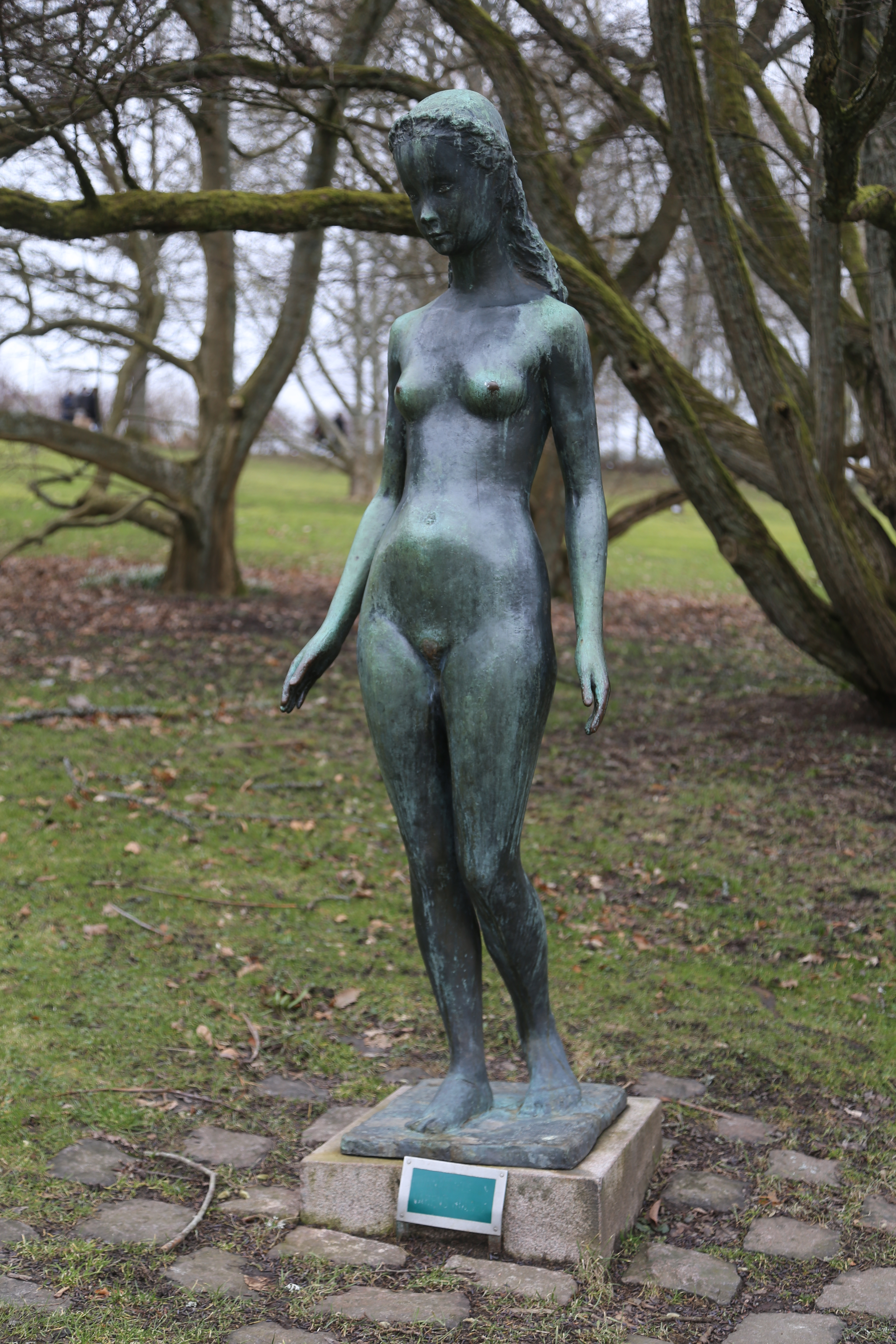
Vårens huldra av Gunnar Nilsson.
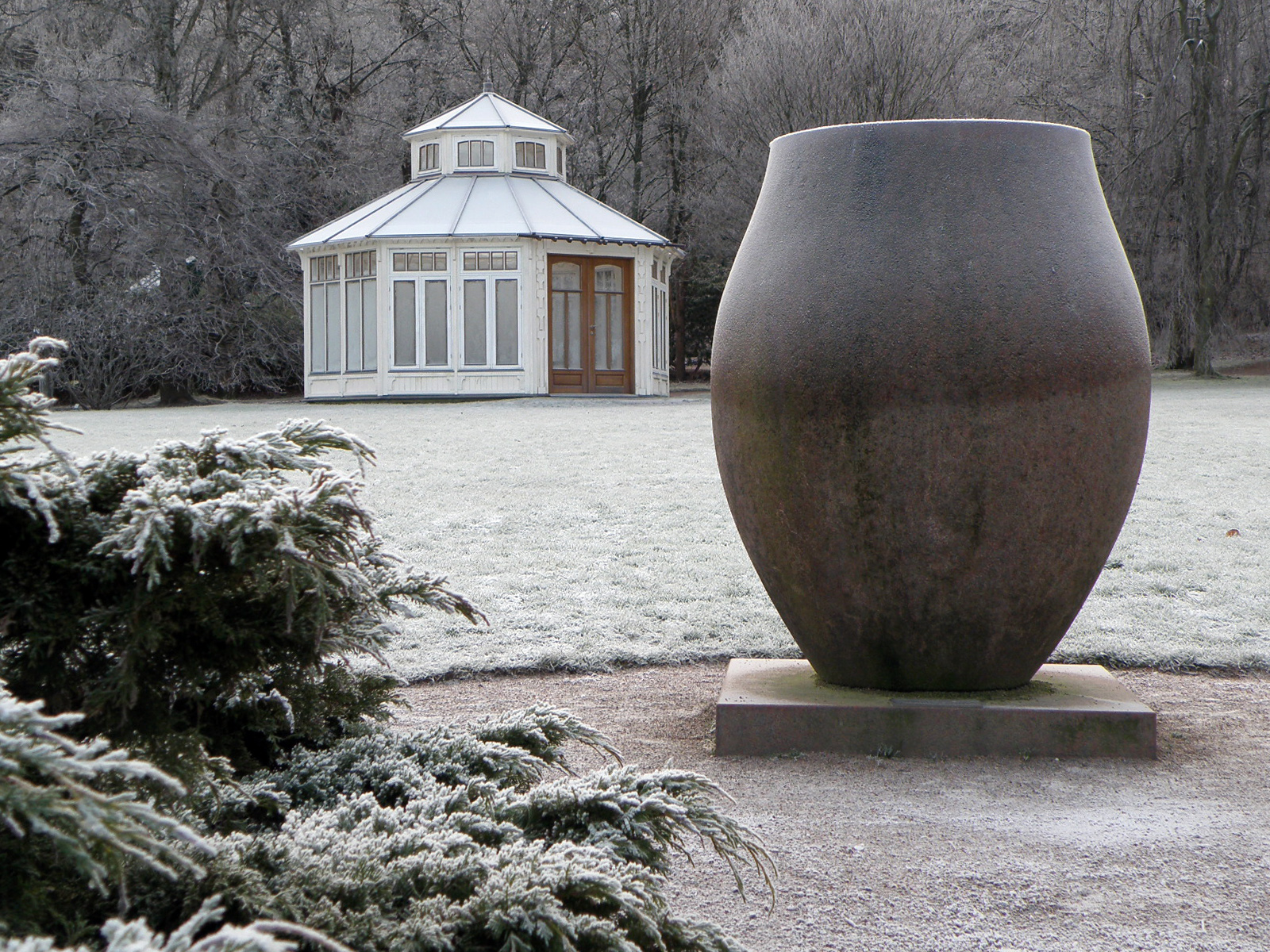
Tulpan av Eva Lange.
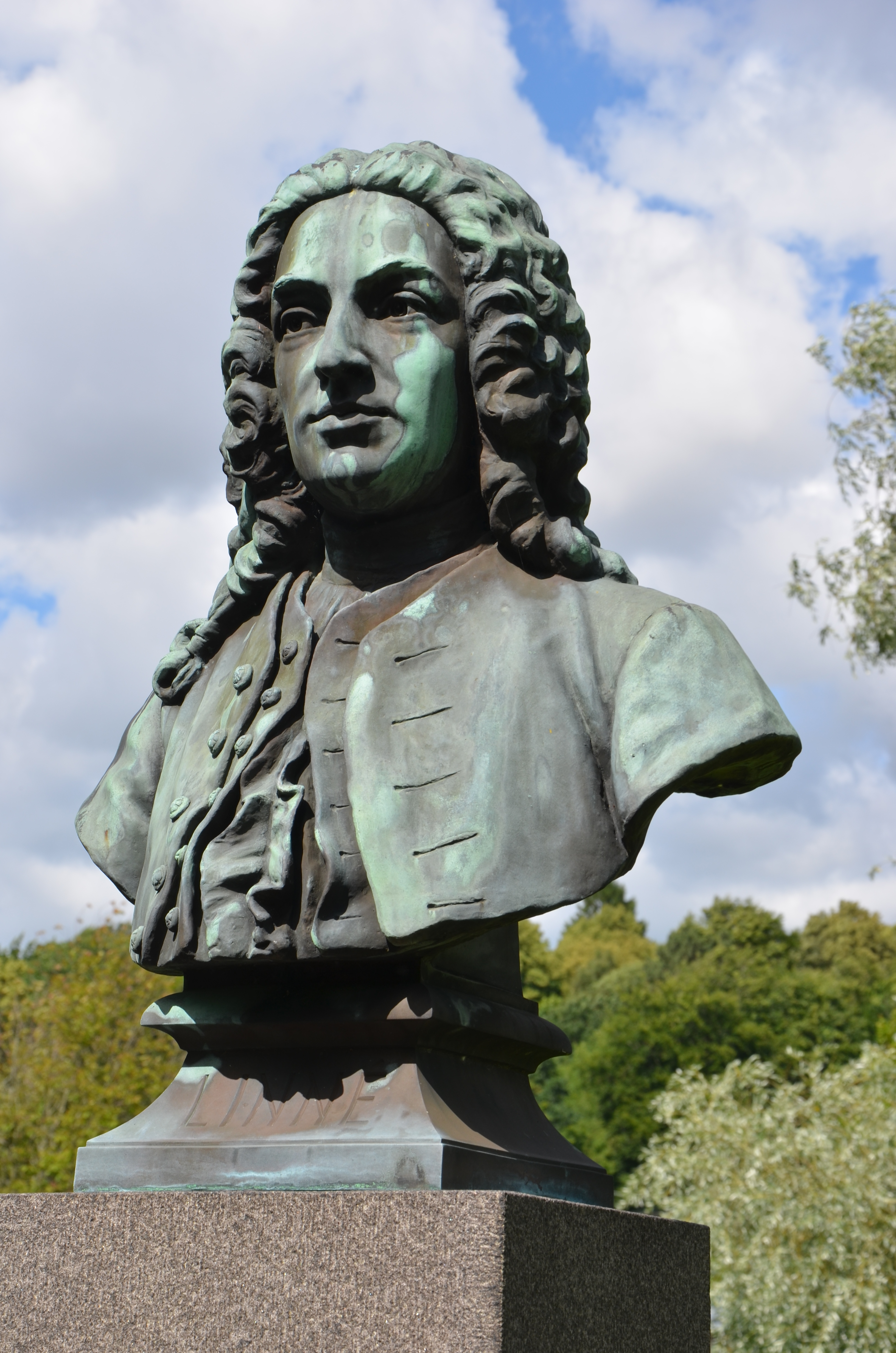
Byst av Linné av Walter Runeberg.
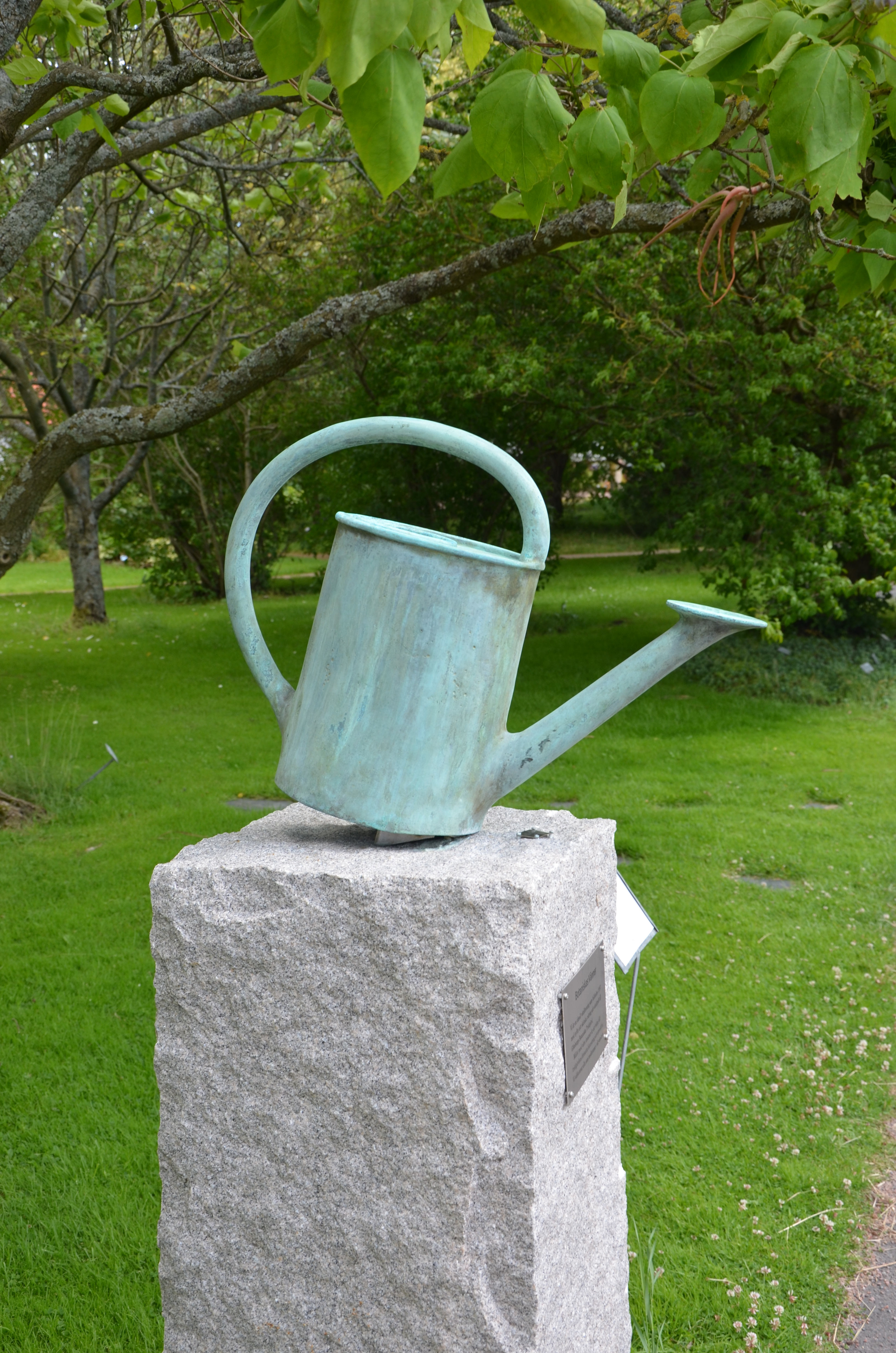
Växtkraft av Kjell Friberg.
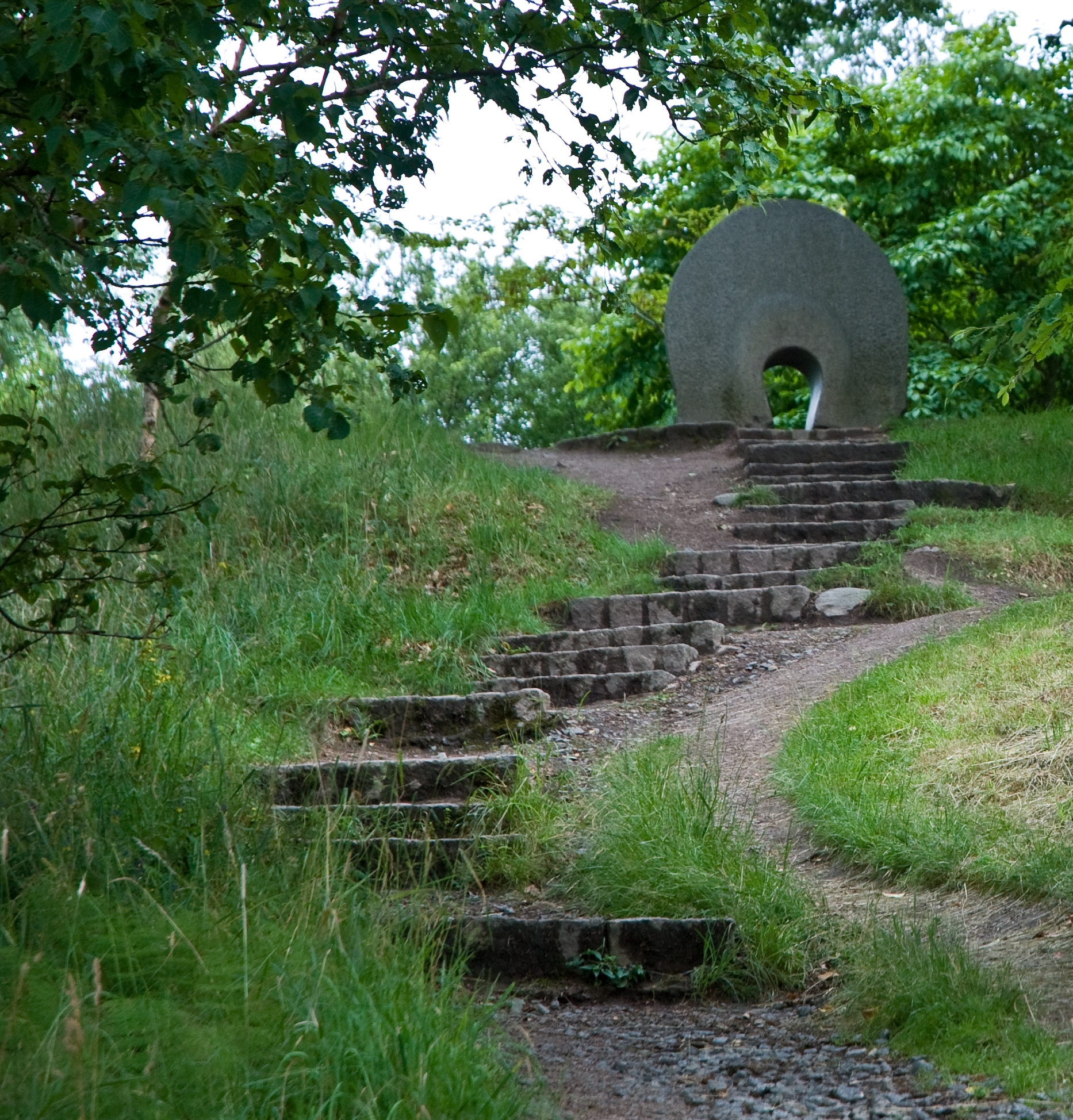
Ljusbåge av Erik Åkerlund.
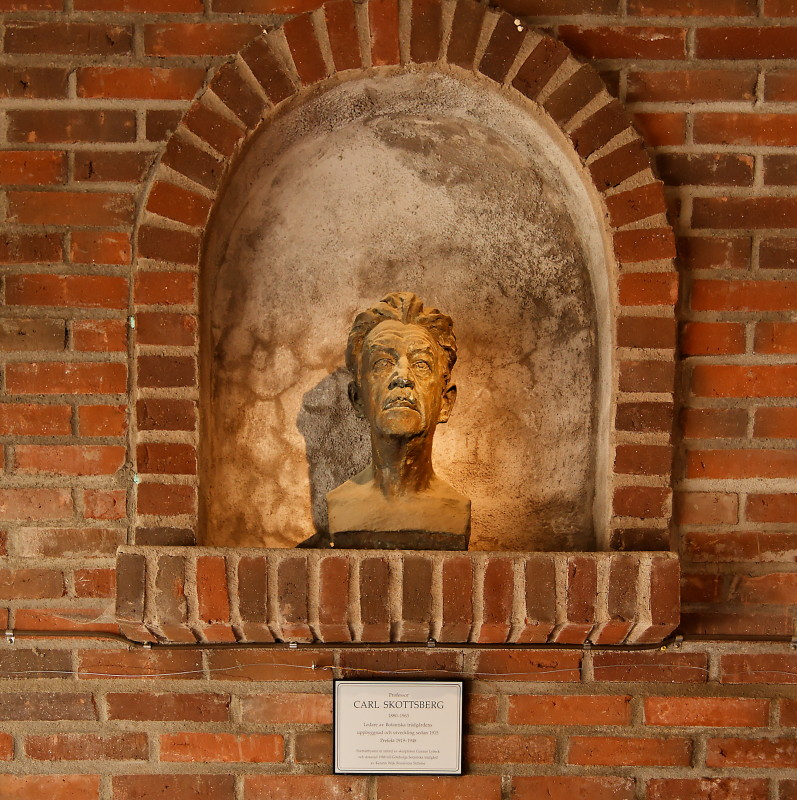
Carl Skottsberg i entrén till växthusen.
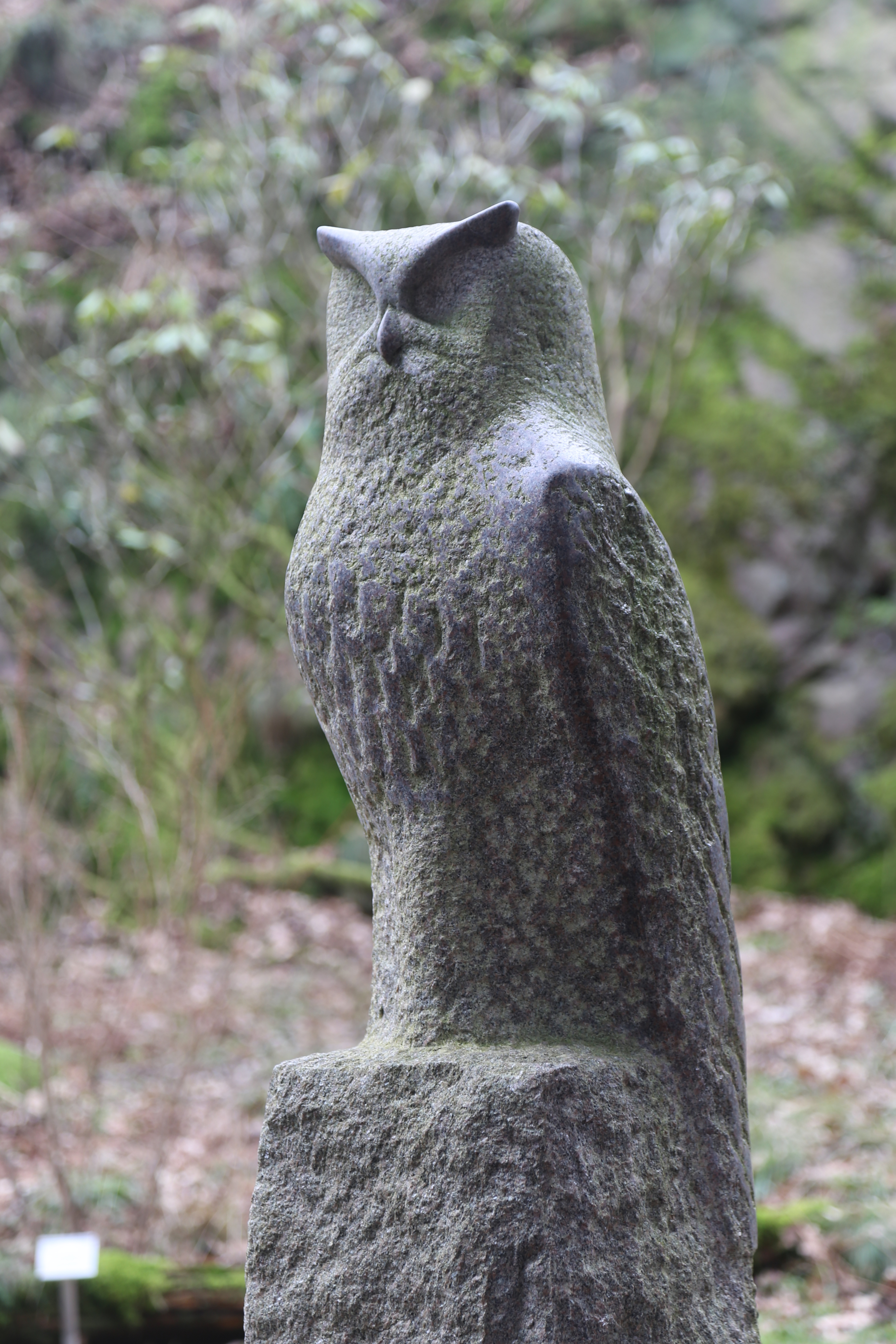
Berguv av Pål Svensson.
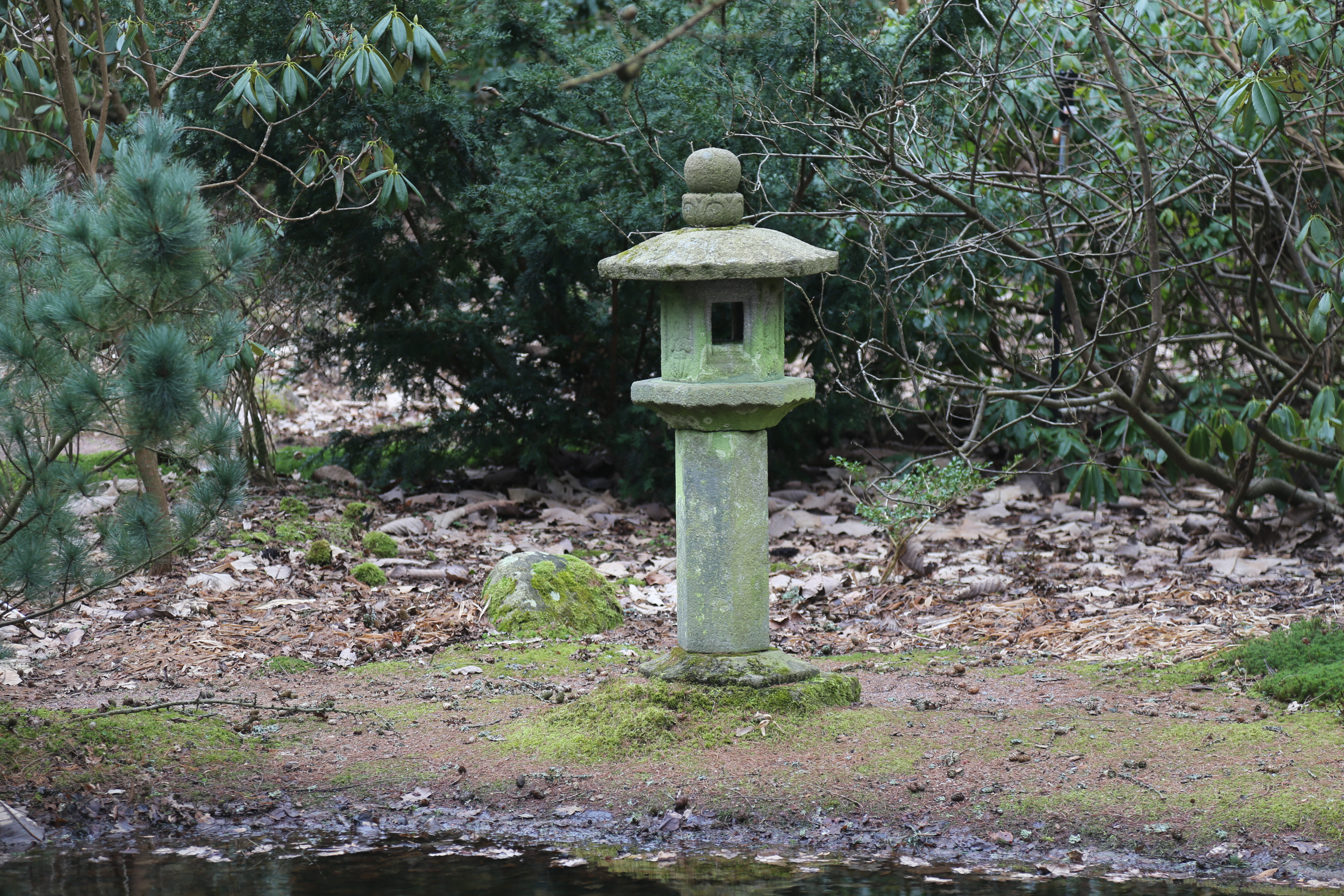
Ishidoro i Japandalen.

## Besök

Karta över området kring Botaniska. Huvudentrén är märkt med en röd stjärna och varuinfarten med en mindre röd stjärna. Hållplatser är namngivna och märkta med blå prickar.

Trädgården är öppen de flesta dagar.
Till parken är det en frivillig entréavgift om 20 kronor. Till växthusen är entréavgiften 20 kronor. Ungdomar under 18 går in gratis. Man kan lösa årskort för 150 kronor för både parken och växthusen. Vissa visningar och andra aktiviteter kan ha extra avgifter.
Toaletter finns innanför entrén till höger, i entrén till växthusen, i restaurangen samt nedanför backen vid Rhododendrondalen. Vid samtliga utom vid Rhododendrondalen finns handikappanpassade toaletter.
Kopplade hundar får vara i parken mellan 1 oktober och sista februari men inte övrig tid. Ledarhundar är dock alltid välkomna.

### Tillgänglighet
I parken får man röra sig fritt och det finns inga trappor längs de större vägarna. Det finns eldriven rullstol att låna i butiken. Den måste dock bokas i förväg. Handikapptoalett finns vid entrén, i entrén till växthusen samt i restaurangen.
Handikapphiss till besökscentrum och till administrationsbyggnaden finns inne i butiken.

### Besökssiffror i urval
- 1926: 65 800. Endast sommarhalvåret.
- 1930: 84 400 per år.[96]
- 1935: 97 000 per år.[97]
- 1936–1944: i medeltal 95 000 per år.[98]
- 1946–1950: i medeltal drygt 100 000 per år.[99]
- 1951–1955: i medeltal 108 000 per år.[100]
- 1962–1967: i medeltal 116 800 per år.[101]
- 1970: 141 800 per år.[102]
- 2014: 592 000

## Utmärkelser
Guide Michelin har gett Klippträdgården tre stjärnor i turistguiden och hela trädgården har två stjärnor.
År 2003 valdes Göteborgs botaniska trädgård till Sveriges vackraste park i en svensk variant av den internationella omröstning som initierats av Briggs & Stratton, ett av världens ledande företag i trädgårdsmaskiner. Det var första gången tävlingen arrangerades i Sverige.
Stilträdgården A Tribute to Linnaeus fick en guldmedalj vid 2007 års upplaga av Chelsea Flower Show. Landskapsarkitekt var Ulf Nordfjell.

## Botaniskas Vänner

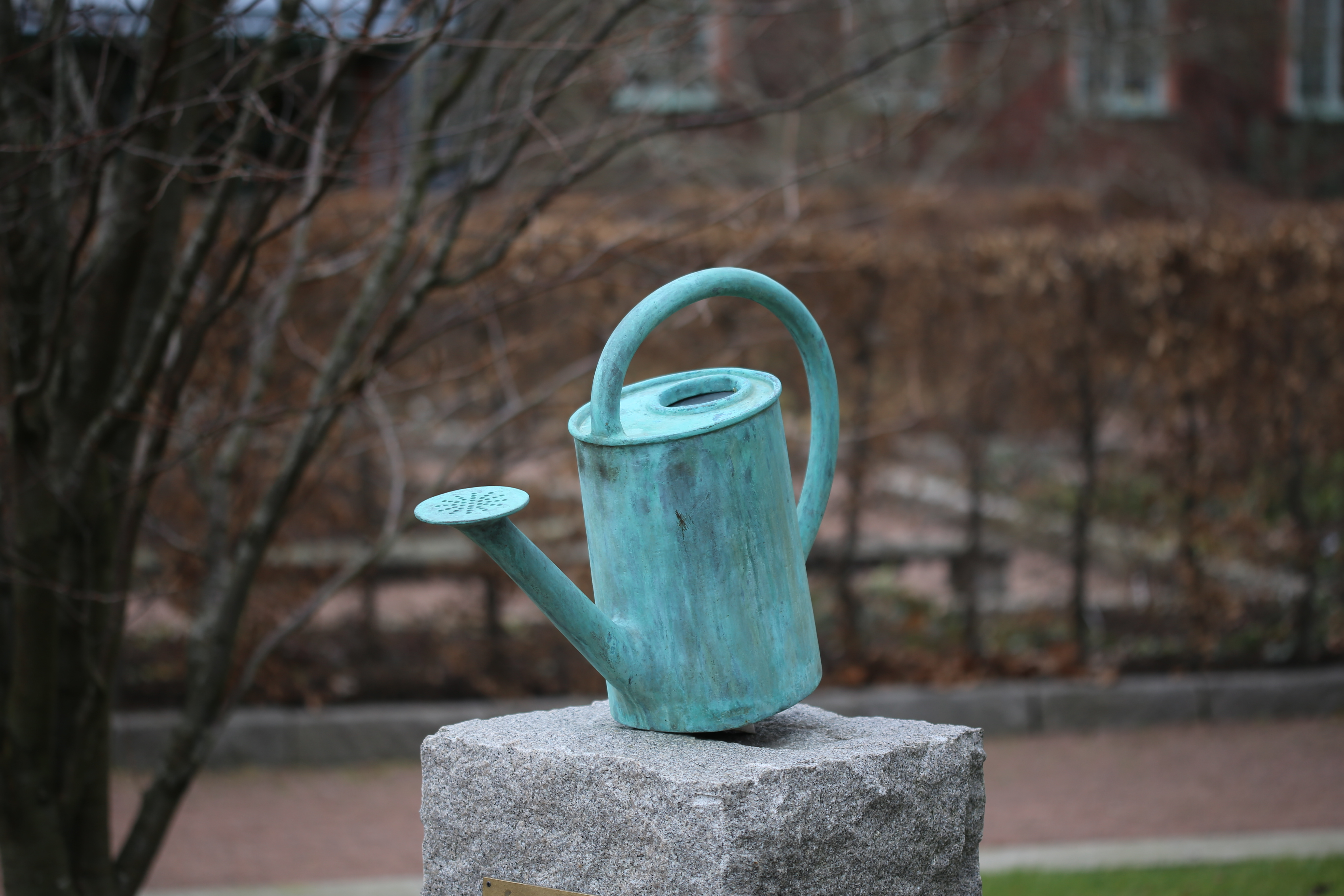
Växtkraft av Kjell Friberg som gjordes åt föreningen 2011 och som finns i trädgården nära entrén.

Botaniskas Vänner är en förening som bildades 1987 med syfte att "Bidra till att Göteborgs Botaniska Trädgård blomstrar och utvecklas". Föreningen bildades efter att Göteborgs botaniska trädgård i början av 1980-talet fått en minskad budget då statsanslagen i princip upphört och det då fanns en oro för trädgårdens framtid. Föreningen har cirka 7 000 medlemmar.
Botaniskas vänner har som symbol en vattenkanna. Den är tänkt symbolisera både det ekonomiska och det ideella stödet som ges till trädgården. För föreningen finns också en bronsstaty av Kjell Friberg av en vattenkanna uppsatt längs vägen mellan entrén och växthusen.

### Botaniska trädgårdens vänner
Mellan 1954 och 1966 fanns Botaniska trädgårdens vänner som dock "somnat in". Den hade Lars Hjörne som ordförande.

### Historia
Trädgården hade sedan sin tillkomst avtal om statsbidrag för forskning och undervisning vid Göteborgs universitet. Det avtalet var baserat på lantarbetarnas löneindex vilket var avsevärt bättre än universitetets anslag. Därför sades avtalet upp 1980. När uppsägningstiden förflutit 1983 stod trädgården därför med ett intäktsbortfall på cirka en fjärdedel. Till viss del täcktes det upp av Göteborgs stad, tills ett nytt avtal skrevs 1990.
På grund av den ekonomiska situationen startades våren 1986 en namninsamling på initiativ av Magnus Lidén och Åslög Dahl. De hade tillsammans med Sven-Olov Strandhede och Jens Corneliuson bildat Aktionsgruppen Rädda Botaniska som under sommaren och hösten samlade in 120 000 namn, vilka överlämnades till dåvarande statsminister Ingvar Carlsson.
Den 14 maj 1987 bildades Göteborgs botaniska trädgårdsvänförbund, vars bildande drivits av Sture Bertilsson. Den utgjordes endast av juridiska personer och därför bildades den 10 oktober också föreningen Botaniskas Vänner för att fysiska personer skulle kunna bli medlemmar. Dessa båda slogs den 16 maj 1992 samman under det senare namnet. Den 17 december 1987 inrättades stiftelsen Kulturfonden Botaniskas Vänner för att förmedla gåvor till Göteborgs botaniska trädgård och till kunskapsförmedling och folkbildning samt till utveckling och forskning kring botanik och hortikultur.

### Verksamhet
Föreningen bidrar ur Kulturfonden Botaniskas Vänner med ungefär en miljon kronor per år till utvalda projekt som är utöver vad som ryms inom trädgårdens budget för löpande kostnader. Till exempel har butiken, entrépartiet, kompostanläggningen och den Skandinaviska avdelningen i Klippträdgården bekostats av Botaniskas vänner. Föreningen bidrar också med "Trädgårdsvärdar" vilka är volontärer ur föreningen som hjälper till och informerar besökare.
Föreningen delar från fonden ut två olika stipendier. Dels Carl Skottsbergsstipendiet som är forskningsinriktat och dels Uno Wibell-stipendiet som går till att "skapa förutsättningar för botanisk och hortikulturell bildning och väcka intresse hos ungdom".
Allt arbete inom föreningen sker ideellt.